# 大木民夫
大木 民夫（おおき たみお、1928年〈昭和3年〉1月2日 - 2017年〈平成29年〉12月14日）は、日本の声優、俳優、ナレーターである。マウスプロモーションに所属していた。
長年声優として活躍したことで、その声は幅広い年代に親しまれていた。主な出演作に『X-MEN』シリーズ（プロフェッサーX）、『フランダースの犬』（コゼツ旦那）、『あしたのジョー2』（白木幹之介会長）、『トップをねらえ!』（タシロ艦長）、『GHOST IN THE SHELL / 攻殻機動隊』『イノセンス』（荒巻大輔）、『交響詩篇エウレカセブン』（ケンゴー）、『ジョジョの奇妙な冒険』（トンペティ）、『planetarian 〜星の人〜』（星の人）、『スター・ウォーズ エピソード4/新たなる希望』（ターキン総督）などがある。

## 来歴
1928年1月2日（月曜日）、東京府（現：東京都）出身。第二次世界大戦中にナチスの高官が来日した際、学徒動員により歓迎の日の丸の旗を振りに行ったこともある。
1946年、NHK放送劇団第2期研究生を皮切りに演劇界へ入り、ラジオ東京放送劇団（1952年）、東京俳優生活協同組合（1969年）を経て、1972年に江崎プロダクション（現：マウスプロモーション）へ所属。以後、亡くなるまで在籍していた。
初期はラジオドラマやテレビドラマを中心に活動。この頃、当時大学4年生の倉本聰が書いたラジオドラマ『この太陽』に加藤治子と2人で主役を演じたり、1955年からTBSテレビで放送開始された特撮時代劇『猿飛佐助旅日記』では俳優として主演も務めた。
1950年代から、『不二家の時間』で放送された『ラマー・オブ・ジャングル』の主役（ジョン・ホール）や『西部の男パラディン』の主役（リチャード・ブーン）など海外ドラマの吹き替えに勤しむ。以降は声優としてさまざまな媒体に数多く出演。
1963年に設立された日本放送芸能家協会（現：日本俳優連合）の設立発起人195名の一人であり、実際に融資に応じた発起人83名のうちの一人でもある。
80歳を超えても精力的に活動を続け、新海誠監督の『星を追う子ども』（2011年）や細田守監督の『おおかみこどもの雨と雪』（2012年）などのアニメーション映画、『ハリー・ポッターと死の秘宝 PART1』（2010年）や『ホビット 決戦のゆくえ』（2014年）といった劇場公開用の吹き替えに出演。しかし、晩年は足を悪くしており、2015年に収録した『小さな恋のメロディ』では座りながらの収録であった（この時87歳であった）。
2017年12月19日、同年12月14日に死去していたことが発表された。89歳没。死因は非公表。葬儀は近親者で済ませた。第12回声優アワードでは、特別功労賞に代えて同年度に死去した声優として他の物故者とともにを顕彰された。この席上では名前だけでなく、事務所プロフィールの写真と代表作がスクリーンに映し出され、大木のサンプルボイスの一つ『ふしぎ工房症候群』（ふしぎ工房の老人）の音声が会場内で流された。

## 特色
アテレコ草創期から活動。キャリア最初期は主演が多かったが、後に脇へまわり重要な役どころを演じるようになった。
声自体は太くないがしゃべり方に威厳があり、敵味方および役柄を問わず権力者を担当することが多い。B級作品の出演では「威厳あるしゃべり方で映画の質を少しばかり上げることに貢献している」と評されることがあった。
洋画ではランドルフ・スコットの西部劇、ロバート・デュヴァル、マックス・フォン・シドー、ジョージ・C・スコット、ロイド・ブリッジス、クリストファー・プラマー、シーザー・ロメロなどの渋い個性派やピーター・カッシング、クリストファー・リー、ヴィンセント・プライスなどの怪奇スターの吹き替えまで数多くの作品で担当している。
ディズニー作品ではアニメ、実写問わず吹き替えに起用されることが多かった。1977年劇場公開の『星の国から来た仲間』（デラニアン役）から2014年劇場公開の『ベイマックス』（フレッドの父親役）まで、49歳から86歳の長期間にわたりディズニーの吹き替えに携わった。大木が出演した『美女と野獣 ベルのファンタジーワールド』や『ターザン』、『ビアンカの大冒険』（ソフト版）で制作監修を務めた当時ディズニー・キャラクター・ボイス・インターナショナルの岡本企美子は、大木が亡くなった際に「上品で重厚で知的な演技をありがとうございました。大木さんが出るだけでその作品に安定が生まれました。」とツイートしている。
アニメ・ゲームにおいては、前記のように権力者を担当することが多く主役を演じる機会がなかったが、80歳を過ぎた2014年に発売されたゲーム『レオズ・フォーチュン』（レオ・ポンド役）や、2016年に公開された劇場アニメ『planetarian 〜星の人〜』（星の人役）においてそれぞれ主人公を演じた。

## 人物
趣味は書道。大木の妻は書道教室を開いており、ミュージシャンの川久保秀一がかつて通っていた。
オペラ（イタリアオペラ）に造詣が深く、その知識も豊富なものであった。

### 仕事に対する姿勢
プロ意識が高く、2011年に「声優としてどのジャンルの（吹き替えの）仕事が好きですか？」と聞かれた際は「全て。プロですから。」と答えている。
生前は生涯現役の意向を持っており、『ふしぎ工房症候群』のインタビューでは願い事をするならば「死ぬ迄仕事を続ける事」と答えている。また同作品の第7弾『風の軌跡』のアフレコ現場の雰囲気について、「自信・不安を抱えたら、スタジオに入り、テストの開始を待つ緊張感はいつも楽しいものです。『風の軌跡』は、重い、深いテーマを持ったドラマだけに、出演者一同、いつも以上の周到な準備と、「我こそ」という気概を感じたのは小生だけではないでしょう。」とコメントしている。

### 人物評
同年代の大塚周夫はインタビューを受けた2009年当時、現役でアテレコをやっている80代で芝居を真剣に勉強してきた役者の一人に大木の名前を挙げていた。
神谷明によれば、共演者に対して優しかったが、自身の仕事に対しては厳しく言葉を大事に演じていたという。
『俺がハマーだ!』で共演した同年代の羽佐間道夫は、「言葉が実に明確で、テンションが実に安定している。安心して聴ける」と評している。また大木は「正確なしゃべり方」をしていたと言い、崩すということはなかったという。
『ボードウォーク・エンパイア』で共演した多田野曜平は、「すごいパワフル。大勢いる声優陣の中でも一番声量がある」と語っており、同作品のオススメポイントの一つに大木の演技を挙げている。また別のインタビューでは「大先輩の大木民夫さんは、主役はやったことがないけれど、常に主役を食っちゃう実力の持ち主。」と語っている。ほかにも井上和彦は「小さな体からものすごい声量で、常に圧倒されました」、桐本拓哉は「高齢だったが自身より声量も滑舌もしっかりしていた」、アニメーターの益山亮司は「アフレコ現場でお見掛けした時は一番年長者であるにもかかわらず、誰よりも発声のある声でした」と言い、東地宏樹は大木のことを「小さな巨人」と呼んでいた。
同じ事務所の後輩の松本忍は、Twitter上で「（声帯的に）声優の寿命はどれくらいだと思いますか？」という質問に対して、「寿命は無いと思います。お亡くなりになる少し前の大木民夫さんと現場御一緒した事あったのですが、喋りだすと誰よりも声が大きく凛としていらっしゃいました。」と回答している。
五十嵐麗は大木と共演した際、大木が演じるような役をやりたいと思ったとインタビューに答えている。
中村悠一は大木が亡くなった際に「大木さんの仕事への姿勢は本当に好きだった。もっとご一緒したかった。」とツイートしている。のちに自身がメインMCを務める『わしゃがなTV』にて、中村のWikipediaを取り上げる際に大木について言及している。どういう姿勢が好きだったのかについて中村は「どの年齢になられても、ベーシックな声優のやらなきゃいけないことを全部完璧にやってくる」ことを挙げている。通常、年齢によって反射神経が衰え、画面から演技がずれていくが大木にはそのような現象がなかったといい、「何度も見たり、そのタイミングを覚えてきたりする」ことを話し、その姿勢を「プロ意識の高さ」と評した。また物腰もすごく丁寧で言い間違えも絶対しなかったという。ほかにも「当時の若手達はみんな憧れていた」「先輩達が叱る時に引き合いに出していた」ことを語っている。
『ふしぎ工房症候群』の原作者竹内葵は、大木について「大ベテランのしっかりした役作りで作品に深みを加えていただけました。」と述べ、同作の一部で主演だった竹達彩奈は「いらっしゃるだけで重厚な存在感を感じました。おかげで、同年代の役者だけでは得られない緊張感を持って演じることが出来ました。」と発売記念イベントで語っている。
『アークライズファンタジア』の企画スタッフは、音声収録の現場の思い出として大木に心底やられたといい、仕事柄、プロの耳を持っている録音エンジニアも、「すごかった。いい経験をさせてもらいました。」と嬉しそうに話していたのが印象的だったという。「美しいばかりか、優しさも、厳しさも、面白さも含まれている、筆舌に尽くしがたい声で、あの時間、あの場所にいた全員がほれていた。」と開発ブログに記している。
『planetarian 〜星の人〜』で共演した小野大輔によると、大木は劇中の星の人が星空の魅力を語って聞かせるように、収録現場の休憩時間などにおいて自身のさまざまな体験を語って聞かせることがあり、監督の津田尚克も以前大木から話を聴く機会があったため、大木に星の人役をお願いしたという。原作シナリオの涼元悠一は、大木の演技を「軽妙と重厚が同時に表現されていて、自然に心に染み入る語り口。感想がまとめられないレベルで凄い。」と評している。映画文筆家の増當竜也は大木の演技に対して、淡々とした静かな声量の奥から伝わってくる威厳とそれゆえの説得力は、まさに人生の年輪を感じさせる素晴らしきものがあると評し、特に声優志望者がこういった“プロ”の仕事は努めて接しておくべきだと書き記した。
『宇宙戦艦ヤマト』のリメイク作品である『宇宙戦艦ヤマト2199』でフラーケン役の中田譲治は演じるにあたって、「オリジナルのときは大木民夫さんがやっていたので、光栄だなと思ったんです。」と述べている。
訃報が発表された際には、長年活動し数多くの作品に出演したことから、さまざまな世代の多くの声優や制作スタッフがブログやTwitterで追悼のコメントを寄せている。

## エピソード
阪脩とは『攻殻機動隊』の荒巻大輔役や『ジョジョの奇妙な冒険』のトンペティ役、『コマンドー』のカービー将軍役など、同一の役を演じる機会が多い。『攻殻機動隊』に関しては、音響監督の若林和弘が「劇場版のとき（大木が演じた荒巻）は、もうすぐ定年でパワーが落ちてきている方向だったが、テレビアニメ版（阪が演じた荒巻）は現役バリバリという方向だったため」と大木と阪の起用の違いを述べている。なお、テレビアニメ版で大木は『S.A.C. 2nd GiG』の18話に出演、主人公の素子とバトーが参加したチームの指揮官ローランドを演じた。他にも久米明（ハンフリー・ボガートの吹き替え、『ダラス』のジョン・ロス・ユーイング役、『タイタニック』のE・J・スミス船長役など）や川久保潔（『ロードス島戦記』のウォート役、『ポリスアカデミー』のエリック・ラサール校長役、『小さな恋のメロディ』の校長先生役など）とも同一の役を演じることがある。
千葉耕市とはラジオ東京放送劇団以来の友人であり、共にピーター・カッシングとクリストファー・リーを持ち役にしていたほか、千葉の死後には『勇者王ガオガイガーFINAL』でペイ・ラ・カイン役を引き継いでいる。また、晩年は同年代の故人となった声優の持ち役を引き継ぐ機会が多く、前任者と作品は以下の通りである。
| 前任     | 役名                   | 作品                                  | 大木の初出演                               | 担当年 |
| -------- | ---------------------- | ------------------------------------- | ------------------------------------------ | ------ |
| 千葉耕市 | ペイ・ラ・カイン       | 『勇者王ガオガイガーFINAL』           | FINAL.06                                   | 2002年 |
| 宮内幸平 | アルムおんじ           | 『アルプスの少女ハイジ』              | チューリッヒ自動車保険のCM                 | 2006年 |
| 早野寿郎 | アントン・カリディアン | 『宇宙大作戦 殺人鬼コドス』           | デジタルリマスター版追加録音部分           | 2008年 |
| 高塔正翁 | エイルボーン           | 『宇宙大作戦 クリンゴン帝国の侵略』   | デジタルリマスター版追加録音部分           | 2008年 |
| 寺島幹夫 | ザリス                 | 『宇宙大作戦 惑星アルギリスの殺人鬼』 | デジタルリマスター版追加録音部分           | 2008年 |
| 宮川洋一 | オデイン               | 『宇宙大作戦 長寿惑星ギデオンの苦悩』 | デジタルリマスター版追加録音部分           | 2008年 |
| 青野武   | 雨柳堂主人             | 『雨柳堂夢咄』                        | モーションコミック版                       | 2010年 |
| 北村弘一 | ヤギ画伯               | 『それいけ!アンパンマン』             |                                            | 2012年 |
| 北村弘一 | 柏崎念至               | 『るろうに剣心 -明治剣客浪漫譚-』     | 『るろうに剣心 -明治剣客浪漫譚- 新京都編』 | 2012年 |
| 家弓家正 | サルマン               | 「ホビット三部作」                    | 『ホビット 決戦のゆくえ』                  | 2014年 |

### 出演作品に関して
スター・ウォーズシリーズとハリー・ポッターシリーズでは、映画の吹き替えとゲームで逆の立場の人物を担当している。スター・ウォーズシリーズでは、映画は初代デス・スターの司令官グランド・モフ・ウィルハフ・ターキン（ソフト版・日本テレビ新録版）と銀河帝国 の皇帝（EP5：日本テレビ版）を、ゲームはジェダイの騎士であるオビ＝ワン・ケノービ を演じた。ハリー・ポッターシリーズでは、ゲームはホグワーツ魔法魔術学校の校長アルバス・ダンブルドアを、映画はかつての闇の魔法使いでダンブルドアに倒されたゲラート・グリンデルバルドを演じた。
ナレーションの仕事も多い大木だが、アニメ『砂ぼうず』にてナレーションを担当した際はその文に戸惑いがあったといい、初回のとある話数のアフレコ終了後「こんなバカなナレーションでいいんでしょうか……？」と不安そうに監督につぶやいたこともあったという（これに対し監督は「おバカアニメですから……。」と答えた）。また『砂ぼうず』の5話と6話においては、村長役として西村知道がゲスト出演していたため、次回予告は『トップをねらえ!』のタシロ艦長（大木）と副長（西村）との名台詞のパロディ （「撃って撃って撃ちまくれ！」、「なんてこった！」など）になっていた。
『ロードス島戦記』の現場において兵士役で出演し当時新人だった置鮎龍太郎 は、カシュー王役の池田秀一がロビーにいた大木に対して「大木先輩〜！」と呼んでいるのになぜか感動したという。また『ロードス島戦記』は後年に発売された『ロードス島戦記 邪神降臨』でキャストの一新が行われたが、唯一ウォート役の大木のみ続投した。
劇場アニメ『GHOST IN THE SHELL / 攻殻機動隊』（1995年）を一部リニューアルした『GHOST IN THE SHELL / 攻殻機動隊2.0』（2008年）において、再び荒巻大輔を演じるため台本を受け取ったときには、「13年前に、やり残したことがある…」と発言している。『おおかみかくし』のキャストコメントでは、演じた櫛名田重三役について、「狂燥と沈静、その落差の大きいコト！それをうまくコントロールしていけるか。 しかし『難しい役』とは「やりがいのある役」。」と語っている。
『ジョジョの奇妙な冒険』で演じたトンペティ役については、ゲームの発売記念コメントで「『トンペティの目線→音声。眼力→台詞の強さ。目色→性格』でセリフを進めて行こうと思いましたが、想像を絶したキャラクターを持つ彼に、はね返されてしまったようです。」と述べている。

## 代役・後任
2012年頃より、一部の役を降板している。その後大木は病気療養に入り、2017年に死去した。それらに伴う代役・後任は以下の通り。
ただし、他の声優も総入れ替えされた作品はこの趣旨から外れるため、この表には記載しない。
| 後任       | 役名                       | 作品                           | 後任の初出演                                      | 担当年 |
| ---------- | -------------------------- | ------------------------------ | ------------------------------------------------- | ------ |
| 広瀬正志   | スパッツ・コロンボ         | 『お熱いのがお好き』           | WOWOW追加収録部分                                 | 2012年 |
| 銀河万丈   | 魔法の鏡                   | 『白雪姫』                     | 『ディズニー・オン・アイス デア・トゥ・ドリーム』 | 2012年 |
| 永井一郎   | 死神博士                   | 『ドリームハンター麗夢』       | 『超ヒロイン戦記』                                | 2014年 |
| 小形満     | ターキン総督               | 「スター・ウォーズシリーズ」   | 『スター・ウォーズ 反乱者たち』                   | 2015年 |
| 伊藤和晃   | ターキン総督               | 「スター・ウォーズシリーズ」   | 『ローグ・ワン/スター・ウォーズ・ストーリー』     | 2016年 |
| 樋浦勉     | ルー・マンハイム           | 『ウォール街』テレビ朝日版     | WOWOW追加収録部分                                 | 2016年 |
| 平野俊隆   | マシドラ                   | 『テイルズ オブ ゼスティリア』 | 『テイルズ オブ ゼスティリア ザ クロス』          | 2017年 |
| 阪脩       | ホルテンヴァッサー         | 『FはFamilyのF』               | シーズン2                                         | 2017年 |
| 麦人       | プロフェッサーX            | 「X-MENシリーズ」              | 『LOGAN/ローガン』                                | 2017年 |
| 麦人       | 永石定嗣                   | 『CAT'S EYE』                  | 『ルパン三世VSキャッツ・アイ』                    | 2023年 |
| 岩崎ひろし | テルヒ・クゼミ             | 『交響詩篇エウレカセブン』     | 『交響詩篇エウレカセブン ハイエボリューション』   | 2017年 |
| 高桑満     | フレッドの父親             | 『ベイマックス』               | 『ベイマックス ザ・シリーズ』                     | 2018年 |
| 大塚芳忠   | ギルデンスタン             | 『鬼武者』                     | 『鬼武者 HDリマスター』                           | 2018年 |
| 上別府仁資 | ユリウス・ロゼマイヤー将軍 | 『荒鷲の要塞』日本テレビ新版   | ムービープラス追加収録部分                        | 2021年 |
| 間宮康弘   | 魔法の鏡                   | 『白雪姫』                     | 『ミッキーマウスのワンダフルワールド』            | 2021年 |

『白雪姫』の魔法の鏡役は『ファンタズミック!』（2011年）まで、『ドリームハンター麗夢』の死神博士役は『NEWドリームハンター麗夢 殺戮の夢幻迷宮』（1992年）まで、『スター・ウォーズ・シリーズ』のターキン総督役は『アニメクローン・ウォーズ』（2011年）まで、『X-MEN』シリーズのプロフェッサーX役は『X-MEN: フューチャー&パスト』（2014年）まで、『交響詩篇エウレカセブン』のクゼミ役は 『交響詩篇エウレカセブン ポケットが虹でいっぱい』（2009年）まで担当していた。
「スター・ウォーズ・シリーズ」のターキン総督の吹き替えは上記のとおり降板しているが、ピーター・カッシング（EP4『新たなる希望』のターキン総督役）の吹き替えは『ホラー・エクスプレス/ゾンビ特急地獄行』（2015年）において担当している。当時87歳の大木がキャスティグされた理由として、BD発売元である株式会社スティングレイ代表であり、同作品の日本語吹替プロデューサーでもある岩本克也は、「かつての洋画劇場の雰囲気を出したかったので、極力当時活躍されていた方をキャスティング。ピーター・カッシングには何度もアテられている大木民夫氏。」と述べている。2018年に同社のBDの販売が終了する際、Twitterでは、本ソフト一番の特典は大木も出演した「完全新録日本語吹替」であると記した。本作の吹き替えが製作された過程として、1977年に『水曜ロードショー』にて放映が予定されていた本作だったが、放映はされなかった。BDをリリースするにあたってその未製作の吹き替えを再現すべく、新録で吹き替えが作られた。通常、この規模の旧作を新録で吹き替えを作ることはなく、担当の暴走であったという。キャスティングには難航したが、リー＝佐々木勝彦、カッシング＝大木、サヴァラス＝森山周一郎という完全な布陣が実現できたのは奇跡のようで、この吹き替えを作るために、本作をリリースしたと言っても過言ではなかったという。

## 出演
太字はメインキャラクター。

### ラジオドラマ
- 剣に生きる人々 柳生但馬守と沢庵和尚（新日本放送）
- この太陽（新日本放送）
- KR劇（ラジオ東京）
  - ある晴れた日に（1952年6月18日）
  - 哀愁日記（1954年）
  - 別れた女（1954年2月14日）
  - 思出の記（1954年10月）
  - 虞美人草（1954年12月）
  - 新選組（1955年1月4日）
  - 哀愁日記 19（1955年1月6日）
  - 七つの顔の銀次 1（1955年1月19日）
  - ある晴れた日に（1955年1月）
  - 金色夜叉（1955年）
  - 薔薇（1955年3月6日）
  - ぬかるみ（1955年3月20日）
  - 六つのナポレオン（1955年5月9日）
  - 離魂記（1955年5月31日）
  - 花は嘆かず 51 運命とは（1957年7月19日）
  - 花は嘆かず 55 またも悲しき（1957年8月16日）
  - 直助権兵衛（1961年10月22日）
- KR 坊ちゃん 4（1952年、ラジオ東京）
- 連続放送劇（ラジオ東京）
  - 聖徳太子　第14回（1953年、ラジオ東京[61]）
  - ただひとりの人（1956年）
  - あなたの胸に（1956年）
- KR実験劇場 竜の娘（1953年2月15日、ラジオ東京）
- ラジオコメディ 或る思春期（1953年10月27日、ラジオ東京[62]）
- 青空のはてに -KR放送劇団のために-（1954年、ラジオ東京）
- KR児童劇 少年探偵団（1954年、ラジオ東京） - 中村善四郎
- KRコメディ（ラジオ東京）
  - 老いらくのランデブー（1954年2月22日）
  - 聖なる夫（1954年9月24日）
  - 河童と話をした男（1954年11月5日）
  - 恐妻電話（1955年3月10日）
  - 姫君と足軽（1955年7月28日）
- KR歌謡物語 湯の町月夜（1954年4月28日、ラジオ東京）
- KR銭形平次捕物控 腰抜け弥八（1955年2月、ラジオ東京）
- KR小説（ラジオ東京）
  - 良人の貞操（1955年）
  - 蜜柑（1955年5月18日）
  - 鼠小僧次郎吉（1955年5月）
  - 奇怪な再会（1955年）
- KR ろまん灯籠（1955年6月、ラジオ東京）
- KR 杜子春（1955年6月、ラジオ東京）
- KR お富の貞操（1955年6月、ラジオ東京）
- KR浪曲劇 河童（1955年6月、ラジオ東京）
- KR空中劇場（ラジオ東京）
  - 街の子（1955年6月28日）
  - 山月記（1955年9月）
  - カッパのラッパ（1960年2月27日）
  - 詩劇「はにわの女」（1960年4月9日）
  - 飼育（1960年11月5日）
- KR ボーナスの行方（1955年7月19日、ラジオ東京）
- KR 若き日の悩み（1955年7月、ラジオ東京）
- KRオー・ヘンリー物語7 バラと暗号とロマンス（1955年8月22日、ラジオ東京）
- KR テレビ時代（1955年9月13日、ラジオ東京）
- KR芸術祭参加放送劇 いのちの声々（1955年11月29日、ラジオ東京）
- 連続コメディ 東京チャキチャキ娘 フランスはあまりに通しの巻（1956年6月11日、ラジオ東京[63]）
- こどもマンガ劇場 ビリー・パック（1957年、ラジオ東京）
- KR 音楽劇・愛の季節（ラジオ東京）
  - 遠い花火 1（1958年7月4日）
  - 遠い花火 2（1958年7月11日）
  - 遠い花火 3（1958年7月18日）
  - 遠い花火 4（1958年7月25日）
- お茶の間劇場 阿部一族（1959年） - 林外記
- こども名作劇場 弥次喜多珍道中（1959年） - 栃面屋弥次郎兵衛
- シブチン人生（1959年、ラジオ東京）
- KRスリラー劇場（ラジオ東京）
  - 知らなかった目撃者（1959年10月14日）
  - 沼垂の女（1959年11月11日）
  - 石榴（1959年11月25日）
  - さらばいとわしきものよ（1959年12月2日）
  - 春の足音（1960年3月2日）
  - 押絵と旅する男（1960年4月20日）
  - 運命を運ぶ者（1960年5月18日）
  - 女人焚死（1960年5月25日）
  - ほくろのある男（1960年6月1日）
  - ある門出（1960年9月28日）
- 影を売った浪人（1959年10月29日、ラジオ東京）
- ゼロの秘密（1960年 - 1962年、ラジオ東京）
- KR芸能ホール 架空街頭録音（1960年3月21日、ラジオ東京）
- KR山本周五郎アワー 四日のあやめ（1960年4月14日、ラジオ東京）
- KR芸能スタジオ ミュージカルドラマ アロハオエ（1960年7月25日、ラジオ東京）
- KR夏の夜の贈りもの 白い火炎（1960年8月16日、ラジオ東京）
- KR遺書配達人 墓標（1960年11月23日、ラジオ東京）
- 歌ものがたり 埴生の宿（1961年1月27日、ラジオ東京）
- KR 芸術祭参加劇 夜の潮（1961年11月26日、ラジオ東京）
- KRドラマ自由席 あなたのそばに麻薬が（1962年2月4日、TBSラジオ）
- 佳子は七つ、ガンで死んだ（1962年11月28日、TBSラジオ）
- 戦国忍法帖（1963年、TBSラジオ） - 織田信長
- KRラジオ劇場 怪談宋公館（1964年8月2日、TBSラジオ）
- 交響絵巻 くもの糸（1964年10月10日、TBSラジオ）
- LFラジオ劇場 赤いメイフラワー（1969年10月5日、ニッポン放送）
- ラジオのための作品 夕日をしるべに（1969年11月9日、文化放送）
- アシモフ・ミステリーサロン 黒後家蜘蛛の会 第14話「明白な要素」（1982年1月8日、NHK-FM） - ヴォス・エルドリッジ
- FMアドベンチャー 渇きの海（1984年、NHK-FM） - インタープラネット・ニューズ社のスペンサー記者
- KRラジオ図書館・劇画特集1 ザ・シェフ（1987年4月5日、TBSラジオ）
- ミッド☆ナイト あすかチャンネル X キャラクターファイル4 NATAKU & ARASHI（1996年、TBSラジオ） - 塔城
- 押井守シアター ケルベロス鋼鉄の猟犬（2006年 - 2007年、文化放送） - フリードリヒ・オルブリヒト中将
- FMサウンドシネマ ダーティペア91（2007年、fm-osaka） - 羽柴秀闇
- 武装中学生 サトシ編 第一話「なくしたチャンス」（2012年10月11日） - 園部理人[64]

### テレビアニメ
年度不詳
- 鉄人28号 (テレビアニメ第1作)

1968年
- わんぱく探偵団（中村警部 #1, 3 - 16, 18, 22 - 24, 30 - 35、老人 #17、鏡吾平 #19, 20）

1969年
- 海底少年マリン（鮫男爵 #10、スリック #37）
- 巨人の星（1969年 - 1971年）
- どろろ（醍醐景行）

1970年
- 赤き血のイレブン（玉井輪吉）
- あしたのジョー（大井川 #33 - 35, 37, 40、警備員 #39）
- のらくろ（山ザル隊長）
- ムーミン（アブダーラ #59）

1971年
- アニメンタリー 決断（上条大尉）

1972年
- 赤胴鈴之助（金野鉄之助）
- おんぶおばけ
- ムーミン（老人 #39）

1973年
- 科学忍者隊ガッチャマン（ブラッキー #42）
- 空手バカ一代（1973年 - 1974年、ナレーション 他）

1974年
- 新造人間キャシャーン（ニセル #31）
- 星の子チョビン（ブルンガ）

1975年
- フランダースの犬（コゼツ #2, 7, 8, 10, 11, 13, 15, 17, 19, 21 - 27, 29 - 32, 35 - 39, 42 - 44, 46 - 52）

1976年
- タイムボカン（フランケン博士 #35）
- 母をたずねて三千里（イタリア領事館役人 #25）
- ポールのミラクル大作戦（ピアノ）
- UFO戦士ダイアポロン

1977年
- 家なき子 #9
- 超電磁マシーン ボルテスV（1977年 - 1978年、ザキ公爵、左近寺公三）
- ルパン三世（第2作）（1977年 - 1980年）

1978年
- 闘将ダイモス（三輪長官、ナレーター〈初期〉、リオン）
- ペリーヌ物語（ピエトロ #9 - 10）
- 星の王子さま プチ・プランス（シモン #23）
- 無敵鋼人ダイターン3（ベルトリー #28）

1979年
- アニメーション紀行 マルコ・ポーロの冒険（張船長、バヤン将軍 #27）
- 怪盗ルパン813の謎（バランクレー首相）
- 科学忍者隊ガッチャマンF（市長 #7）
- ザ☆ウルトラマン（1979年 - 1980年、ヘラー #37, 49, 50）
- ゼンダマン（ダビンチ #42）
- トンデモネズミ大活躍（ペッテン氏）
- 未来ロボ ダルタニアス（クレイタス #21）

1980年
- あしたのジョー2（1980年 - 1981年、白木会長 #1 - 3, 11, 13, 21,36, 40 - 44）
- 宇宙戦士バルディオス（バード #9）
- 美しい森の物語
- タイムパトロール隊オタスケマン（武田信玄 #24）
- 太陽の使者 鉄人28号（1980年 - 1981年、ミラー博士 #3、不乱拳博士 #34, 36）
- 鉄腕アトム（第2作）（1980年 - 1981年、天馬博士 #1, 2、ナレーション #25、ゴア #27）
- 花の子ルンルン（イタリアンニ伯爵 #48）
- フウムーン（フランケン）
- ベルサイユのばら
- ムーの白鯨（ハイド #11, 16, 17, 19, 20）

1981年
- 宇宙戦艦ヤマトIII（フラーケン #14 - 15）
- 怪物くん（1981年 - 1982年、マジックペンシル #25、役名なし #68）
- 家族ロビンソン漂流記 ふしぎな島のフローネ（アーネスト・エリオット #50）
- ハロー!サンディベル（ヘロンマスター #27, 28）
- 名犬ジョリィ（カレラ刑事）

1982年
- おはよう!スパンク
- 太陽の子エステバン（メトナル）
- 魔境伝説アクロバンチ（グロイジ）
- まいっちんぐマチコ先生（生血博士 #44）
- 六神合体ゴッドマーズ（シキール）

1983年
- キャッツ・アイ（永石定嗣）
- スペースコブラ（ジーク王 #21）

1985年
- おねがい!サミアどん
- 三国志（蔣幹）
- 夢の星のボタンノーズ（アンカー）
- ルパン三世 PARTIII

1986年
- うる星やつら（菅原道真 #210）
- ゲゲゲの鬼太郎（第3作）（ベリアル #54）
- 六三四の剣（古沢兵衛）

1987年
- 赤い光弾ジリオン（マイヤー #8）
- 宇宙船サジタリウス（ゴゼット #62 - 64）
- オズの魔法使い（ブランディ #37 - 43, 45, 46, 48 - 52）
- シティーハンター（1987年 - 1989年、不律乱寓 #11、ジャン・ルイ・セロー博士 #7） - 2シリーズ
- プロゴルファー猿（木花 #129, 130）

1988年
- エスパー魔美（水上悟一 #82）
- 美味しんぼ（成沢平吉〈ケチ平〉 #8）
- 闘将!!拉麵男（カーター）

1989年
- シートン動物記（ホーガン #11）
- ビリ犬なんでも商会（音羽 #6）
- ルパン三世 バイバイ・リバティー・危機一発!（ルースター）

1990年
- おぼっちゃまくん（校長）
- からくり剣豪伝ムサシロード（ナレーション）
- 平成天才バカボン（威厳のあるコソ泥 #31、お医者さん #40）
- ミラクルジャイアンツ童夢くん（ケンジの祖父 #SP）

1991年
- おばけのホーリー（漢方楽店主 #75）
- おれは直角（桂川 #16）
- 満ちてくる時のむこうに（ビクトル）
- ルパン三世 ナポレオンの辞書を奪え（マルチンベック）
- 笑ゥせぇるすまん（1991年 - 1992年、鳴金 #53, 54, 61, 80, 91, 93）

1992年
- それいけ!アンパンマン（1992年 - 2012年、シュウマイ和尚 #177、ドライヤーじいさん、かんぴょう和尚 #756、ヤギ画伯〈2代目〉）
- 21エモン（ゼロリー #32）
- 魔法のプリンセス ミンキーモモ 夢を抱きしめて（ドレア #33）
- ルパン三世 ロシアより愛をこめて（ラスプートン）

1993年
- 無責任艦長タイラー（亡霊 #12）

1995年
- 神秘の世界エルハザード（1995年 - 1996年、ストレルバウ博士 #2 - 4, 9, 12, 14, 16, 17, 21, 24 - 26）
- 闘魔鬼神伝ONI（1995年 - 1996年、ジュセイ #1 - 3, 5 - 9, 11 - 13, 15, 18 - 21）
- バーチャファイター（1995年 - 1996年、結城昴 #5, 24 - 26）
- ヤンボウ ニンボウ トンボウ（1995年 - 1996年、フクロウ #6, 7, 26, 36, 38, 39）

1996年
- 十二戦支 爆烈エトレンジャー（大霊神ゴール #36, 38）
- シンデレラ物語（ゾア #18）
- 天空のエスカフローネ（アストン王 #6 - 8, 20）
- 名探偵コナン（1996年 - 2003年、落合館長 #8、覆面の男 #219、三重芳春 #312, 313）

1997年
- EAT-MAN（1997年 - 1998年、アレキサンダー #10、オールドマン #2） - 2シリーズ
- 吸血姫美夕（老紳士 #5）
- 手塚治虫の旧約聖書物語（エゼキエル #24）
- 剣風伝奇ベルセルク（1997年 - 1998年、ミッドランド国王 #5, 7 - 9, 15, 17）
- ネクスト戦記EHRGEIZ（ナレーション #1）
- みどりのマキバオー（楠木 #46）
- YAT安心!宇宙旅行（老人 #43, 50）
- 烈火の炎（1997年 - 1998年、幻獣朗 #13, 17, 20 - 28）

1998年
- 異次元の世界エルハザード（ストレルバウ博士 #2, 12）
- AWOL -Absent Without Leave-（国防長官 #1 - 12）
- SHADOW SKILL -影技-（呪符 #1 - 3, 5, 7, 18、ナレーション #1 - 3, 8, 9, 13, 14, 20, 21, 23, 26、小隊長 #5, 11, 12、貴族 #22）
- MASTERキートン（マルケス #1、ダグラス #30）

1999年
- アレクサンダー戦記（アンティパトロス）
- カウボーイビバップ（パオ #21）
- 鋼鉄天使くるみ（将軍 #1 - 3, 6, 15, 18, 24）
- 週刊ストーリーランド（1999年 - 2000年、大臣、執事、袴田、サガミ屋）
- 仙界伝 封神演義（元始天尊 #1, 3, 5, 8, 9, 12 - 16, 22 - 26）
- モンスターファーム〜円盤石の秘密〜（ジジ #36）

2000年
- 人形草紙あやつり左近（九条秀明）
- 幻想魔伝 最遊記（長老 #10）
- 手塚治虫が消えた!? 20世紀最後の怪事件（天馬博士）
- トラブルチョコレート（村長 #17）
- 陽だまりの樹（伊武谷千三郎 #1, 2, 5, 7, 9, 25）

2001年
- 神鵰侠侶 コンドルヒーロー（2001年 - 2002年、郝大通 #3, 14）
- ノワール（老バーテン #5）
- 爆転シュート ベイブレード（2001年 - 2003年、大転寺会長） - 3シリーズ

2002年
- 犬夜叉（仙人 #52）
- とっとこハム太郎（一本木先生 #123）
- 灰羽連盟（話師 #3, 9 - 13、朗読の声 #13）
- ルパン三世 EPISODE:0 ファーストコンタクト（ハンス）

2003年
- 明日のナージャ（古道具屋の店主 #41）
- onちゃん夢パワー大冒険!（onパパ）
- ガングレイヴ（シド・ガラルデ #8, 9）
- 獣兵衛忍風帖 龍宝玉篇（弦左 #1）
- 高橋留美子劇場 人魚の森（英二郎 #10, 11）
- 冒険遊記プラスターワールド（長老 #3, 47）

2004年
- アガサ・クリスティーの名探偵ポワロとマープル（ハリディ #25, 26）
- ギルガメッシュ（議長 #14）
- 攻殻機動隊 S.A.C. 2nd GIG（ローランド #18）
- 魁!!クロマティ高校（じいや #20）
- 砂ぼうず（貝塚薫 #9 - 11, 20, 23, 24 、ナレーション #1 - 8, 10 - 13, 16, 24）
- 探偵学園Q（弓削雅臣 #36 - 39）
- 火の鳥（法弁 #8 - 11）
- ブラック・ジャック（山田野先生 #1, 51）
- 無人惑星サヴァイヴ（サヴァイヴ #42, 47 - 52）
- MONSTER（ニナの父 #5, 6）

2005年
- ギャラリーフェイク（マスター #25）
- 交響詩篇エウレカセブン（2005年 - 2006年、ケンゴー #3, 4, 6, 8, 9, 11 - 13, 17 - 20, 26 - 30, 32 - 35, 38, 41, 42, 45, 49, 50、クゼミ #4, 7, 11, 34, 38）
- 戦国英雄伝説 新釈 眞田十勇士 The Animation（戸沢白雲斎）
- ファンタジックチルドレン（タイタス #16 - 19）
- 勇者王ガオガイガーFINAL GRAND GLORIOUS GATHERING（ペイ・ラ・カイン〈2代目〉 #9 - 12）
- 雪の女王（船員 #18）

2006年
- うたわれるもの（ワーベ #7, 21, 23）
- エンジェル・ハート（武藤教授 #44 - 46）
- 陰からマモル!（陰守大安 #11,12）
- 牙 -KIBA-（2006年 - 2007年、ジーコ）
- 009-1（バート #7）
- ブラック・ジャック21（ボッケリーニ #1）

2007年
- エル・カザド（ラルコ #21）
- CLAYMORE（宿屋の主人 #15）
- 古代王者 恐竜キング Dキッズ・アドベンチャー（長老 #31）
- シグルイ（須藤主馬 #11）

2008年
- ゴルゴ13（アルベール #33）
- 二十面相の娘（河居 #1）
- ポルフィの長い旅（修道院長 #35）
- まめうしくん（だいふくろう #47, 50, 52）
- 魍魎の匣（山川健次郎 #5）

2009年
- VIPER'S CREED（オグマ・フユヒコ）
- 地獄少女 三鼎（芦谷利三郎〈老年〉 #17）
- 戦う司書 The Book of Bantorra（カチュア＝ビーインハス〈楽園管理者〉 #1, 4, 9, 11, 13 - 15, 18 - 22, 25、蓄音機の声 #3）
- ドルアーガの塔 〜the Sword of URUK〜（院長 #4）

2010年
- おおかみかくし（櫛名田重三 #5, 6, 8 - 12）

2011年
- 日常（アルベルト王 #7）
- Fate/Zero（コーマック・マック・アート大王 #9）

2012年
- ジョジョの奇妙な冒険（トンペティ #6 - 8）
- 新世界より（無瞋 #1, 4, 21）
- もやしもん リターンズ（大物B #6）

2013年
- うたの☆プリンスさまっ♪ マジLOVE2000%（真斗の祖父 #4）

2014年
- スペース☆ダンディ（アデリーの祖父 #5）
- ブラック・ブレット（天童菊之丞 #1,4）

2015年
- 六花の勇者（アトロ・スパイカー #6）

### OVA
1986年
- 機甲界ガリアン 鉄の紋章（長老）

1987年
- スペース・ファンタジア 2001夜物語（レオ、作業監督A）
- ダーティペア（ビル #8）
- プロジェクトA子2 大徳寺財閥の陰謀（地球防衛軍司令長官）

1988年
- アップルシード（ネレウス）
- 現世守護神ぴーひょろ一家 2（行橋源平）
- トップをねらえ!（1988年 - 1989年、タシロ艦長〈タシロ・タツミ〉 #2 - 6）

1989年
- 銀河英雄伝説（ラザール・ロボス #12, 14, 15）
- プロジェクトA子 完結篇（防衛軍司令）

1990年
- A.D.POLICE（心理学者）
- THE八犬伝（里見義実 #1）
- ロードス島戦記（1990年 - 1991年、ウォート #1, 6, 7, 12, 13）

1991年
- 静かなるドン（社長）

1992年
- OZ（ダントリィ博士）
- 創世機士ガイアース
- NEWドリームハンター麗夢 殺戮の夢幻迷宮（死神博士）

1993年
- アルスラーン戦記 東の城、西の城（ナレーション、イノケンティス七世）
- アルスラーン戦記 汗血公路（ナレーション）
- THE 八犬伝 〜新章〜
- ジェノサイバー 虚界の魔獣（九竜会長）

1995年
- アルスラーン戦記 征馬孤影（イノケンティス七世）
- 影技 -SHADOW SKILL-（呪符、ジン・ストラ）
- 神秘の世界エルハザード（ストレルバウ博士）
- 無責任艦長タイラー（ユッター・ド・ロナワー）

1996年
- 元祖 爆れつハンター（デスマスター）

1997年
- ヴァンパイアハンター（神父）
- 神秘の世界エルハザード2（ストレルバウ博士 #1）

1998年
- 銀河英雄伝説外伝 千億の星、千億の光（ラザール・ロボス #10 - 12）
- 鉄拳 -TEKKEN-（ボスコノビッチ博士）
- 魔界転生（沢庵和尚）
- MASTERキートン（ダグラス）

2000年
- 銀河英雄伝説外伝 第三次ティアマト会戦（ラザール・ロボス #25, 26）
- 鋼鉄天使くるみ（将軍）
- sin THE MOVIE（ドクター・ダニエル）

2002年
- マクロス ゼロ（2002年 - 2004年、ヌトゥク #1 - 5）
- 勇者王ガオガイガーFINAL（ペイ・ラ・カイン〈2代目〉）

2004年
- 機動戦士ガンダム MS IGLOO - 1年戦争秘録 -（2004年 - 2006年、アルベルト・シャハト技術少将 #1 - 3、黙示録0079）
- ストラトス・フォー SPECIAL FAN DISCII（ナレーション）

2008年
- ストリートファイターIV〜新たなる絆〜（研究員A）

2011年
- るろうに剣心 -明治剣客浪漫譚- 新京都編（2011年 - 2012年、柏崎念至 #1, 2）※劇場先行公開

### 劇場アニメ
1980年
- あしたのジョー 劇場版（白木幹之介会長）

1981年
- あしたのジョー2
- 劇場版 宇宙戦士バルディオス（ジェミーの父〈バード国王〉）
- シュンマオ物語タオタオ（シュトルム）

1982年
- 怪物くん デーモンの剣（悪魔ランド司令官）
- テクノポリス21C（パイプの男）
- FUTURE WAR 198X年（マッコイ総合参謀本部長）

1986年
- アモン・サーガ（ダライ・セム）
- プロジェクトA子（地球防衛軍司令長官）

1987年
- 妖獣都市（ホテルの主人）

1988年
- 銀河英雄伝説 わが征くは星の大海（ラザール・ロボス）

1991年
- アルスラーン戦記（ナレーション）
- 機動戦士ガンダムF91（シオ・フェアチャイルド、ロイ・ユング）
- 月光のピアス ユメミと銀のバラ騎士団（叔父）
- けろけろけろっぴの三銃士（リシュリュー〈Dr.マンデー〉）
- ふしぎの海のナディア 劇場用オリジナル版（アルベルト・ウーラー博士）
- 老人Z（立花教授士）

1993年
- ドラえもん のび太とブリキの迷宮（ブリキン）

1995年
- GHOST IN THE SHELL / 攻殻機動隊（荒巻大輔）

1996年
- ドラゴンクエスト列伝 ロトの紋章（石盤の声）

1997年
- 星空のバイオリン（レンスキー）

1999年
- 鉄腕アトム 〜青騎士の巻〜（ロッス博士）

2000年
- 人狼 JIN-ROH（自治警幹部）

2002年
- せかいいちうつくしいぼくの村（ナレーション）
- ぼくの村にサーカスがきた（ナレーション）

2003年
- ぼくの孫悟空（長老猿）

2004年
- イノセンス（荒巻大輔）

2006年
- トップをねらえ!劇場版（タシロタツミ）

2008年
- GHOST IN THE SHELL / 攻殻機動隊2.0（荒巻大輔）

2009年
- 劇場版 空の境界 第七章「殺人考察（後）」（両儀式の祖父）
- 交響詩篇エウレカセブン ポケットが虹でいっぱい（ケンゴウ、クゼミ・スワイガード）

2011年
- friends もののけ島のナキ（長老）
- 星を追う子ども（アモロートの老人）

2012年
- おおかみこどもの雨と雪（山岡）
- 劇場版 FAIRY TAIL 鳳凰の巫女（長老）

2013年
- ハル（時夫）

2016年
- planetarian 〜星の人〜（星の人）※アニメ作品での遺作

### Webアニメ
- マウスどうぶつえん（2016年、ミドリガメのたみお[注 8]）

### ゲーム
1992年
- トップをねらえ! vol.1（タシロ艦長〈タシロタツミ〉）
- ロードス島戦記（ウォート） ※PCエンジン版

1993年
- アルスラーン戦記（ナレーション）
- トップをねらえ! vol.2（タシロ艦長〈タシロタツミ〉）
- 魔物ハンター妖子 〜遠き呼び声〜（ガート）

1994年
- 鉄拳（王椋雷）※ノンクレジット
- ロードス島戦記 英雄戦争（ウォート、村長）

1995年
- キリーク・ザ・ブラッド2（バイフロス）
- 鉄拳2（王椋雷）※ノンクレジット

1996年
- ガーディアンヒーローズ（カノン・G・グレイ）
- 神秘の世界エルハザード（ストレルバウ博士）

1997年
- QUANTUM GATE I 〜悪夢の序章〜（Colonel Saunders）
- スーパーロボット大戦F / F完結編（1997年 - 1998年、タシロ艦長〈タシロ・タツミ〉） - 2作品
- ラングリッサーI&II（コッセル司祭、イルザック王）

1998年
- クロックタワーゴーストヘッド（御堂島崇）
- ゼノギアス（艦長）
- 玉繭物語（族長ニ）
- Dancing Blade かってに桃天使!（参謀）
- 立体忍者活劇 天誅（怨、冥王）

1999年
- VAMPIRE HUNTER D（ジョン＝エルバーン）
- クリックメディック（岩国広家）
- スパイロ・ザ・ドラゴン（長老ドラゴン）
- バーミリオン・デザート（ジルクオータ）
- 立体忍者活劇 天誅 忍凱旋（怨、冥王）
- リモートコントロールダンディ（執事）

2000年
- さらば宇宙戦艦ヤマト 愛の戦士たち（藤堂平九郎）
- 高機動幻想ガンパレード・マーチ（ブータ）
- スーパーロボット大戦α（タシロ艦長〈タシロ・タツミ〉）
- 仙界伝弍 〜TVアニメ仙界伝封神演義より〜（元始天尊）
- ドラえもん3 魔界のダンジョン（アルデヒト、ケトン）
- ラグナキュール レジェンド（ゴート）
- 立体忍者活劇 天誅 弐（橘十兵衛）
- ロードス島戦記 邪神降臨（ウォート）

2001年
- 鬼武者（ギルデンスタン）
- スーパーロボット大戦α for Dreamcast（タシロ艦長〈タシロ・タツミ〉）
- 仙界通録正史 〜TVアニメーション仙界伝封神演義より〜（元始天尊）
- ハリー・ポッターと賢者の石（アルバス・ダンブルドア校長）

2002年
- スター・ウォーズ ローグ スコードロン II（オビ＝ワン・ケノービ）
- ダーククロニクル（ドナ・ホーン）
- ハリー・ポッターと秘密の部屋（アルバス・ダンブルドア校長）

2003年
- 鬼武者 無頼伝（ギルデンスタン）
- ゲゲゲの鬼太郎 異聞妖怪奇譚
- スターオーシャン Till the End of Time（ヴォックス）
- デカボイス（マーク・ヒライシ）

2004年
- アドバンスガーディアンヒーローズ（カノン・G・グレイ）
- うお 7つの水と伝説のヌシ（河童）
- 宇宙戦艦ヤマト イスカンダルへの追憶（藤堂平九郎）
- 鬼武者3（ギルデンスタン）
- 3年B組金八先生 伝説の教壇に立て!（八代重造）
- ハリー・ポッターとアズカバンの囚人（アルバス・ダンブルドア校長）
- 風雲 新撰組（ナレーション）

2005年
- 宇宙戦艦ヤマト 暗黒星団帝国の逆襲（藤堂平九郎）
- 宇宙戦艦ヤマト 二重銀河の崩壊（藤堂平九郎）
- スター・ウォーズ エピソード3/シスの復讐（ドゥークー伯爵）
- 第3次スーパーロボット大戦α 終焉の銀河へ（タシロ艦長〈タシロ・タツミ〉）
- 天地の門（ギキョ）
- トップをねらえ! GunBuster（タシロ艦長〈タシロタツミ〉）
- 風雲 幕末伝（ナレーション）
- プリンス・オブ・ペルシャ ケンシノココロ（OLD MAN）

2006年
- うたわれるもの 散りゆく者への子守唄（ワーベ）
- 交響詩篇エウレカセブン（ケンゴウ）
- ファイナルファンタジーXII（大僧正アナスタシス）

2007年
- SDガンダム GGENERATION（2007年 - 2016年、アルベルト・シャハト、ロイ・ユング） - 2作品
- ジェットインパルス（オーランド将軍、オープニングナレーション）
- プリンセスメーカー5（ビスコッティ）

2008年
- 侍道3（琵琶法師、ナレーション）
- 白騎士物語 -古の鼓動-（ダラム大公）
- スーパーロボット大戦Z（ケンゴウ）
- drastic Killer（フランデ）
- バトルオブサンライズ（チェルドン）

2009年
- アークライズファンタジア（エリオット）
- アンチャーテッド 黄金刀と消えた船団（カール・シェーファー）
- おおかみかくし（櫛名田重三人）

2010年
- キングダム ハーツ バース バイ スリープ（マジックミラー）
- 剣と魔法と学園モノ。2G（ヴァシュラン）

2011年
- ガチトラ! 〜暴れん坊教師 in High School〜（大神義明）
- 第2次スーパーロボット大戦Z 破界篇（ケンゴウ）

2012年
- Kinect ラッシュ: ディズニー/ピクサー アドベンチャー（チャールズ・F・マンツ）

2013年
- エアコンフリクトベトナム（リンドン・B・ジョンソン大統領）
- エクステトラ（バラム）
- シェルノサージュ〜失われた星へ捧ぐ詩〜（コーザル）
- BLAZBLUE CHRONOPHANTASMA（クラヴィス＝アルカード）

2014年
- アルノサージュ〜生まれいずる星へ祈る詩〜（コーザル）
- レオズ・フォーチュン（レオ・ポンド）

2015年
- ヴァリアントナイツ（ダンテ＝フェニクス）
- ジョジョの奇妙な冒険 アイズオブヘブン（トンペティ）
- テイルズ オブ ゼスティリア（スランジ / マシドラ）

2016年
- ワールド オブ ファイナルファンタジー（ラムウ）

2019年
- スーパーロボット大戦X-Ω（タシロ艦長〈タシロ・タツミ〉）

### パチンコ・パチスロ
2007年
- 2027（東郷正次郎、おやっさん〈大屋竜男〉）

2009年
- パチスロ交響詩篇エウレカセブン（ケンゴー）

2013年
- パチスロあしたのジョー2（白木幹之介会長）
- パチスロ交響詩篇エウレカセブン2（ケンゴー）

### 吹き替え

#### 担当俳優
アルバート・ポールセン
- スパイ大作戦 #2「売国奴を粛正せよ」（ジョセフ・バレシュ / 1967年）
- スパイ大作戦 #31「地下よりの脱出」（エリック・スタバック / 1967年）
- 刑事スタスキー&ハッチ シーズン1 #14（トム・ロックリー / 1978年）
- ナイトライダー シーズン3 #16「謀略！デトロイト・マフィア！死の19番ホール」（ミスターC / 1988年） 日本放送第42話

イアン・バネン
- ゴーリキー・パーク（イアムスコイ / 1990年）
- ダメージ（エドワード・ロイド / 1993年）
- ブレイブハート（ロバート・ブルース卿 / 1996年） ※ソフト版

イアン・マッケラン
- シャドー（ラインハルト・レイン / 1995年） ※ソフト版
- シャドー（ラインハルト・レイン / 1997年） ※テレビ朝日版
- ゴッド・アンド・モンスター（ジェームズ・ホエール / 2002年）

イアン・リチャードソン
- リメンバー〜危険な愛の追憶〜（フィリップ・ローリングス / 年度不詳）
- 102（トート / 2001年）
- フロム・ヘル（チャールズ・ウォーレン卿 / 2005年） ※テレビ東京版

ヴィンセント・プライス
- 0011ナポレオン・ソロ #27「キツネとタヌキ」（ヴィクター・マートン / 1965年）
- 恐怖のハエ人間（フランソワ・ドランブル / 1970年）
- 空飛ぶ戦闘艦（ロバー艦長 / 1971年）
- 地獄へつゞく部屋（フレデリック・ ローレン / 1972年）
- シザーハンズ（発明家 / 1991年） ※ソフト版

ヴォルフガング・プライス
- ザ・ビッグマン（ミューラー / 1974年）
- 脱走山脈（フォン・ハラー大佐 / 1983年）※TBS版（BD収録）
- アマデウス・ミステリー/悲劇の天才（ゴットフリート・ファン・スヴィーテン男爵 / 1991年）

キーナン・ウィン
- 雪だるま超特急（マーティン・リッジウェイ / 年度不詳）
- 水着の女王（ジョー・バケット / 1972年） ※テレビ東京旧版
- 事件記者コルチャック（シスカ警部 / 1976年）

クリストファー・プラマー
- ディケンズのニコラス・ニクルビー（ラルフ / 年度不詳）
- スタークラッシュ（皇帝 / 1979年） ※TBS版（BD収録）
- アロー（ジョージ・ヘス / 1997年）
- 12モンキーズ（ドクター・ゴインズ / 1997年） ※ソフト版
- ダブル・クライム（ウルリッヒ・シュタイナー / 2001年）
- ラッキー・ブレイク（グラハム・モーティマー所長 / 2003年）
- シリアナ（ディーン・ホワイティング / 2006年）
- カールじいさんの空飛ぶ家（チャールズ・F・マンツ / 2009年）

クリストファー・リー
- オーソン・ウェルズ劇場（役名不明 / 年度不詳）
- 恐怖の夜 悪魔のチャイルド（チャールズ・ビンガム / 年度不詳）
- 白夜の陰獣（グリゴリー・ラスプーチン / 1970年）
- 豪華客船ゴライアス号の奇跡（マッケンジー / 1983年）
- グレムリン2 新・種・誕・生（カテーテル博士 / 1992年） ※ソフト版
- グレムリン2 新・種・誕・生（カテーテル博士 / 1994年） ※テレビ朝日版
- 新シャーロック・ホームズの冒険（シャーロック・ホームズ / 1996年）
- ホビット 決戦のゆくえ（サルマン / 2014年）

サム・ワナメイカー
- 赤ちゃんはトップレディがお好き（フリッツ・カーティス / 年度不詳） ※機内上映版
- スーパーマン4/最強の敵（デヴィッド・ウォーフィールド / 1989年）
- 赤ちゃんはトップレディがお好き（フリッツ・カーティス / 1993年） ※TBS版
- この愛を忘れない（メンダム(祖父) / 1993年）
- ロイ・シャイダー in ワイルドサンダー/炎の追跡（キングストン・パーカー / 1997年）

シーザー・ロメロ
- 怪鳥人間バットマン（ジョーカー〈2代目〉 / 年度不詳） ※フジテレビ版
- 征服への道（エルナン・コルテス / 年度不詳）
- 0011ナポレオン・ソロ #21「拾った危機」（ビクター / 1965年）
- ベラクルス（アンリ・ド・ラボルデール侯爵 / 1968年） ※テレビ朝日版
- ドノバン珊瑚礁（アンドレ・デ・ラーゲ侯爵 / 1969年） ※テレビ東京版
- 竜騎兵総攻撃（ジェロニモ/1970年）
- 結婚専科（ミゲル・サントス / 1971年）
- ジェシカおばさんの事件簿 #13「カンバスに死の色を」（ディエゴ / 1988年）
- テニス靴をはいたコンピューター（アルノー/1990年）

ジェームズ・クロムウェル
- 新スタートレック3 #59「恐怖の人間兵器」（ネイロック / 年度不詳）
- スペース・カウボーイ（ボブ・ガーソン / 2001年） ※ソフト版
- アイ,ロボット（アルフレッド・ラニング博士 / 2005年） ※ソフト版
- 死霊伝説 セーラムズ・ロット（ドナルド・キャラハン神父 / 2005年）

ジェームズ・トールカン
- プリンス・オブ・シティ（ジョージ・ポリト地方検事 / 1986年）
- バック・トゥ・ザ・フューチャー（ストリックランド教頭 / 1990年） ※ソフト版
- バック・トゥ・ザ・フューチャー PART2（ストリックランド教頭 / 1991年） ※ソフト版
- バック・トゥ・ザ・フューチャー PART3（ストリックランド保安官 / 1992年） ※ソフト版

ジェイソン・ロバーズ
- ジョニーは戦場へ行った（ジョーの父親 / 1975年） ※テレビ朝日版（DVD収録）
- ハリケーン（ブルックナー総督 / 1981年）
- 長く熱い夜（ウィル / 1987年）
- バックマン家の人々（父フランク / 1994年） ※VHS版
- クリムゾン・タイド（アンダーソン少将 / 2000年） ※テレビ朝日版
- エネミー・オブ・アメリカ（ハマースリー下院議員 / 2003年） ※フジテレビ版

J・D・キャノン
- コンバット! #25「静かなる闘志」（テッド・スローカム  / 年度不詳） ※不明
- インベーダー #1「恐怖の侵入者」（ホルマン警部 / 1967年）
- インベーダー2 #37「消えた麻薬」（コルター / 1969年）
- レイズ・ザ・タイタニック（ジョー・バーク船長 / 1982年） ※フジテレビ版（キングレコードのDVD・Blu-ray収録）
- レイズ・ザ・タイタニック（ジョー・バーク船長 / 1982年） ※LD版（キングレコードのDVD・Blu-ray収録）
- ロサンゼルス（ニューヨーク検事 / 1984年） ※日本テレビ版

ジェフ・コーリー
- 宇宙大作戦3 #72「惑星アーダナのジーナイト作戦」（プラサス民政官 / 1973年）
- 続・夜の大捜査線（マーデン警部 / 1976年） ※TBS版
- 明日に向って撃て!（ブレッドソー保安官 / 1977年） ※フジテレビ版（DVD収録）
- メッセンジャー・オブ・デス（ウィリス・ビーチャム / 1992年） ※テレビ朝日版

シャルル・ボワイエ
- 八十日間世界一周（ムッシュ・ガッセ / 1972年）
- パリは燃えているか（モノー博士 / 1975年）
- プレイガール陥落す（エティエンヌ・ピム / 1976年）

ジョージ・ゲインズ
- トッツィー（ジョン・バン・ホーン / 1987年） ※フジテレビ版（デラックスエディションBlu-ray収録）
- ポリスアカデミー2 全員出動!（エリック・ラサール校長 / 1988年）
- ポリスアカデミー3 全員再訓練!（エリック・ラサール校長 / 1988年）
- ポリスアカデミー4 市民パトロール（エリック・ラサール校長 / 1989年）
- ポリスアカデミー5 マイアミ特別勤務（エリック・ラサール校長 / 1990年） ※TBS版
- ポリスアカデミー6 バトルロイヤル（エリック・ラサール校長 / 1992年） ※TBS版
- ポリスアカデミー7 モスクワ大作戦!（エリック・ラサール校長 / 1998年） ※テレビ東京版

ジョージ・C・スコット
- パットン大戦車軍団（ジョージ・パットン米陸軍大将 / 1976年） ※日本テレビ新録版（DVD・BD収録）
- クリスマス・キャロル（エベニーザ・スクルージ / 1991年） ※テレビ東京版（BD収録）
- ハードコアの夜（ジャック・ヴァン・ドーン / 1992年）

ジョージ・マクレディ
- 突撃（ポール・ミロー大将 / 1968年）
- 誰が私を殺したか?（ポール・ハリソン / 1969年）
- トラ・トラ・トラ!（コーデル・ハル国務長官 / 1972年）

ジョージ・ラフト
- お熱いのがお好き（スパッツ・コロンボ / 1967年）
- 底抜けもててもてて（ジョージ・ラフト〈本人〉 / 1972年）
- 007 カジノロワイヤル（ジョージ・ラフト〈本人〉 / 1972年）※日本テレビ版（スペシャル・エディションBD収録）

ジョン・ギールグッド
- 新・おしゃれ泥棒（ミーチャム / 1978年） ※TBS版
- 新・おしゃれ泥棒（ミーチャム / 1980年） ※テレビ東京版（DVD収録）
- ゴールド（ファーレル / 1982年）
- ガンジー（アーウィン卿エドワード・ウッド総督 / 2002年） ※ソフト版

ティム・オコナー
- 新スタートレック #119「究極のパートナー」（ブリアム大使 / 年度不詳）
- スペース・レイダース（エリアス・ヒューア博士 / 1982年）
- ナイトライダー シーズン2 #2「刑務所脱獄！復讐の時限爆弾を探せ！」（特別捜査班部長フィリップ・ハント / 1987年） 日本放送第2話

ドナルド・プレザンス
- グランドゼロ（プロスパー・ギャフニー / 年度不詳）
- 将軍たちの夜（カーレンベルグ / 1973年）
- 星の国から来た仲間（ルーカス・デラニアン / 1977年）※劇場公開版
- 悪魔の植物人間（ノルター教授 / 1981年）
- ザッツ・ショック（ホスト / 1988年）
- ラストプラトーン（B・アブラムズ / 1991年）

ドン・アメチー
- ハリーとヘンダスン一家（ウォーレス・ライトウッド博士 / 1988年） ※ソフト版
- コクーン2/遥かなる地球（アート / 1992年） ※ソフト版
- 大逆転（モーティマー・デューク / 1995年） ※テレビ朝日版

ナイジェル・ホーソーン
- デモリションマン（レイモンド・コクトー / 1994年） ※ソフト版
- INSIDE インサイド（クルーガー大佐 / 1997年）
- アミスタッド（マーティン・ヴァン・ビューレン大統領 / 1998年）
- ターザン（アルキメデス・ポーター教授 / 1999年）

ノーブル・ウィリンガム
- ノーマ・レイ（リロイ・メイソン / 1981年）
- 恋の時給は4ドル44セント（ロジャー・ロイ・マクレラン / 1993年）
- ブラインド・フューリー（マクレディ / 1995年）

ノエル・ウィルマン
- 吸血鬼の接吻（ラヴナ博士 / 1970年）
- 蛇女の脅怖（フランクリン博士 / 1970年）
- オデッサ・ファイル（フランツ・バイエル / 1979年）※テレビ朝日版

ハーヴ・プレスネル
- クラッシャー/大津波（スタンリー・シフ博士 / 1997年）
- 小さな贈りもの（トロウブリッジ・バワーズ弁護士 / 1997年）
- ファーゴ（ウェイド・グスタフソン / 2002年） ※テレビ東京版（4Kレストア版DVD・BD収録）

ハリー・モーガン
- 地上最大の脱出作戦（ポット少佐 / 1973年）
- 地平線から来た男（テイラー・バートン / 1977年）
- アガサ・クリスティ/スキャンダル殺人事件（ケンプ / 1987年） ※テレビ朝日版
- ラスト・シューティスト（ティビドー保安官 / 1987年） ※テレビ朝日版
- ドラグネット 正義一直線（ギャノン署長 / 1991年）

ハリス・ユーリン
- ゴーストバスターズ2（スティーヴン・ウェクスラー裁判長 / 1989年） ※ソフト版
- カナディアン・エクスプレス（レオ・ワッツ / 1995年） ※テレビ朝日版
- PAN AM/パンナム #9「命の重さ」（ヘンリー・ベルセン / 2012年）

ハル・ホルブルック
- フレッチ登場!/5つの顔を持つ男（ハミルトン・"ハム"・ジョンソン / 年度不詳） ※VHS版
- カプリコン・1（ジェームズ・ケラウェイ博士 / 1978年） ※機内上映版
- ザ・フォッグ（マローン神父 / 1982年） ※テレビ東京版
- ウォール街（ルー・マンハイム / 1992年） ※テレビ朝日版（BD収録）

ハンフリー・ボガート
- 前科者（チャック・マーティン / 年度不詳）
- 追求（リチャード・メイソン / 年度不詳）
- デッドライン〜USA（エド・ハッチソン / 年度不詳）
- 身代わり花形（クィンテーン制作部長 / 年度不詳）
- 夜までドライブ（ポール・ファビアーニ / 年度不詳）
- アフリカの女王（チャールズ・オルナット（チャーリー） / 1967年） ※テレビ東京版
- 悪魔をやっつけろ（ビリー・ダンルザー / 1968年）
- 俺たちは天使じゃない（ジョセフ / 1968年） ※NHK版
- ケイン号の叛乱（フィリップ・クイーグ中佐 / 1969年） ※TBS版

ピーター・カッシング
- 情事の終り（官吏/ヘンリイ・マイルズ / 年度不詳）
- 猫が襲う時・蘇える怨念（ウィルバー・グレイ / 年度不詳）
- 呪われた学園/謎の宙吊り死体（カーマイケル校長 / 年度不詳）
- アレキサンダー大王（メムノン / 1967年）※テレビ朝日版
- マッドハウス（ハーバート・フレイ / 1979年）
- 怪奇! 二つの顔の男（フレデリック・アタスン / 1988年）
- スター・ウォーズ エピソード4/新たなる希望（グランド・モフ・ウィルハフ・ターキン総督 / 1989年） ※ソフト版
- スター・ウォーズ エピソード4/新たなる希望（グランド・モフ・ウィルハフ・ターキン総督 / 2002年） ※日本テレビ版3
- ホラー・エクスプレス/ゾンビ特急地獄行（ウェルズ医師 / 2015年） ※BD版

ピーター・ボイル
- カリブの嵐（デュラント総督 / 年度不詳） ※フジテレビ版
- キャノンボール3 新しき挑戦者たち（チーフ / 1989年） ※VHS版
- サロゲート・マザー（ジェイ・グラス / 1996年）
- スクービー・ドゥー2 モンスターパニック（ジェレマイア・ウィックルス / 2004年）

フェルナンド・レイ
- さすらいのガンマン（ラティガン神父 / 1973年）
- ローマに散る（公安担当大臣 / 1980年）
- フレンチ・コネクション（アラン・シャルニエ / 1981年） ※LD版

フリッツ・ウィーヴァー
- スパイ大作戦 #3「大量殺戮者」（イムリー・ロガシュ / 1967年）
- スパイ大作戦 #77「幻の殺人」（エミール・スカーベック / 1969年）
- デモン・シード（アレックス・ハリス博士 / 1980年）
- マラソンマン（ビーゼンタール教授 / 1980年）

ベン・キングズレー
- ボビー・フィッシャーを探して（ブルース・パンドルフィーニ / 年度不詳）
- バグジー（マイヤー・ランスキー / 1992年）
- スニーカーズ（コズモ / 1993年） ※ソフト版
- デーヴ（ナンス副大統領 / 1997年） ※テレビ朝日版

ホセ・フェラー
- スウォーム（アンドリュース博士 / 1980年）※テレビ朝日版
- 地獄で眠れ（ヘクター・ロムリン / 1989年）
- デューン/砂の惑星（シャッダム四世 / 1990年） ※テレビ朝日版（BD収録）
- 地獄の女囚コマンド（プシトロス・ラリス / 1992年）

マイケル・レニー
- 0011ナポレオン・ソロ #73「カリブのクリヤキン」（バーナビー・パートリッジ / 年度不詳）
- インベーダー #10「偽装の楽園」（マグナス / 1967年）
- タイムトンネル #1「過去との出会い」」/「タイタニック号の最期」（マルコム・スミス船長 / 1967年）
- インベーダー2 #26「大量暗殺指令（前編）」・#27「大量暗殺指令（後編）」（アルキスト） / 1969年）
- 黒ばら（エドワード王 / 1972年）

マックス・フォン・シドー
- 死の接吻（ソール・カールソン / 1992年） ※VHS版
- 敵対水域（チェルナーウィン / 1998年）
- マイノリティ・リポート（ラマー・バージェス局長 / 2003年）
- 潜水服は蝶の夢を見る（パピノ / 2008年）

モーガン・ウッドワード
- ザ・ルーシー・ショー #69「ジョン・ウェインと大西部劇」（ピアース / 1966年）
- 宇宙大作戦2 #48「細菌戦争の果て」（トレーシー / 1973年）
- 特攻野郎Aチーム #40「偽Aチーム出現」（キャプテン・ウィネトカ / 1986年）

リカルド・モンタルバン
- 大列車強盗（ピンカートン探偵社の探偵 / 1979年）
- スタートレックII カーンの逆襲（カーン・ノニエン・シン / 1985年） ※日本テレビ版（DVD通常版収録）
- キャノンボール2（ファラフェル家・父王 / 1988年）
- 裸の銃を持つ男（ビンセント・ラドウィッグ / 1996年） ※テレビ朝日版
- スタートレックII カーンの逆襲（カーン・ノニエン・シン / 2002年） ※ディレクターズ・エディション 特別完全版

リチャード・コンテ
- イタリアン・コネクション（Padulo / 年度不詳）
- クロス・イーグル作戦（ブラッドフォード中尉 / 年度不詳）
- 攻撃目標零（フラッグラー中尉 / 年度不詳）
- ザ・ボス 暗黒街の標的（カラスコ / 年度不詳）
- トニー・ローム/殺しの追跡（デイブ・サンティー中尉 / 1972年）
- チャレンジャー（リッチー / 1976年）

リチャード・ハリス
- ロビンとマリアン（獅子心王リチャード / 1980年） ※テレビ朝日版
- グラディエーター（マルクス・アウレリウス / 2000年） ※ソフト版
- モンテ・クリスト伯（エップ・ファリア司祭 / 2003年）
- アポカリプス 〜黙示録〜（ジョン / 2007年）

リチャード・ブーン
- 西部の男パラディン（パラディン / 1961年 - 1962年）
- 独立騎兵隊（マドックス大尉 / 1970年）
- 十二哩の暗礁の下に（トマス / 1970年） ※TBS版
- 十二哩の暗礁の下に（トマス / 1976年） ※フジテレビ版
- 100万ドルの血斗（ジョン・フェーン / 1986年）

レスリー・ニールセン
- 悪魔の手ざわり #4（ウィリー・トラメイン）、#22（アンドリュー・パーマー / 1982年）
- ポセイドン・アドベンチャー（ハリソン船長 / 1983年） ※日本テレビ版
- クリスマスに万歳!（サンタクロース / 1992年）

ロイド・ノーラン
- 黒い肖像（マシュー・S・キャボット / 1968年）
- ロケット・パイロット（ビル・バナー少将 / 1968年）
- 情無用の街（ジョージ・A・ブリッグス警部 / 1969年）
- 最後の銃撃（ウッドフット / 1970年）
- 二十七人の漂流者（フランク・ケリー / 1970年）
- 裏切り鬼軍曹（アーモス・ベイリー将軍 / 1973年）
- サーカスの世界（キャップ・カーソン / 1979年） ※日本テレビ版
- 北極の基地/潜航大作戦（ガーベイ / 1983年） ※テレビ朝日版
- ジェシカおばさんの事件簿 #43「スポットライトが死を照らす」（ジュリアン / 1989年）

ロイド・ブリッジス
- 今ひとたび（ヴィンセント・コジンスキー / 1990年）
- ルーツ（エヴァン・ブラント / 1990年） ※ソフト版
- ブローン・アウェイ/復讐の序曲（マックス・オバノン / 1995年） ※ソフト版
- ホット・ショット（タッグ・ベンソン提督 / 1995年） ※テレビ朝日版
- ホット・ショット2（タッグ・ベンソン大統領 / 1996年） ※テレビ朝日版
- ジャイアント・ベビー（スターリング所長 / 1997年） ※日本テレビ版

ロニー・コックス
- トータル・リコール（コーヘイゲン / 年度不詳） ※機内上映版
- ロボコップ（リチャード・ジョーンズ / 1988年） ※VHS版
- ビバリーヒルズ・コップ2（アンドリュー・ボゴミル警部 / 1990年） ※フジテレビ版

ロバート・デュヴァル
- 愛に迷った時（ワイリー・キング / 1996年）
- 審判（アドルフ・アイヒマン / 1997年）
- シックス・デイ（グリフィン・ウィアー博士 / 2002年） ※日本テレビ版
- ジョンQ -最後の決断-（フランク・グライムズ警部補 / 2002年） ※機内上映版
- クレイジー・ハート（ウェイン・クラマー / 2010年）
- ジャッジ 裁かれる判事（ジョセフ・パルマー判事 / 2015年）
- ディスクローズ 葬られた秘密（スコット・ブリッグス / 2017年） ※オンデマンド配信版、吹き替え作品での遺作

#### 映画
年度不詳
- 愛のために死す（裁判官）
- アンダーフィールド
- エイミー（ライル・ファーガソン〈ルー・ファント〉）
- ウォール街（リンチ〈ジェームズ・カレン〉）※機内上映版
- 恐るべき衝動・美しき画学生の異常幻想
- 休暇はパリで（リランド〈レス・トレメイン〉）
- 酒とバラの日々（ジム〈ジャック・クラグマン〉）
- 札束とお嬢さん
- 史上最強のアンドロイド（オリバー〈リチャード・ニュートン〉）
- シンバッド七回目の航海（カリフ〈アレック・マンゴー〉）
- 新・幽幻道士 立体奇兵（フウ先生〈孫榮吉〉）
- スタートレックV 新たなる未知へ（サイボック〈ローレンス・ラッキンビル〉） ※機内上映版（LD・DVD通常版収録）
- スターメーカー
- チャンス（ベンジャミン・ターンブル・ランド〈メルヴィン・ダグラス〉） ※TBS版
- 手錠の男（アンドリュース大佐〈バスター・クラブ〉[256]）
- ドッグ・ドラキュラ
- ナポリ湾（マリオ・ヴィターレ〈ヴィットリオ・デ・シーカ〉）
- パットン大戦車軍団（バーナード・モントゴメリー英陸軍元帥〈マイケル・ベイツ〉） ※二カ国語LD版
- 花嫁の父（神父〈ポール・ハーヴェイ〉） ※NHK版
- ビートルジュース（マクシー・ディーン〈ロバート・グーレ〉）※機内上映版
- ポンペイ殺人事件（コプシー〈ウィルフリッド・ハイド＝ホワイト〉）
- マイ・フェア・レディ（ヒュー・ピカリング大佐〈ウィルフリッド・ハイド＝ホワイト〉）※機内上映版
- M★A★S★H マッシュ ※LD版
- 黙秘 ※テレビ東京版
- 四つの願い（マーフィー神父〈デニス・オディア〉）

1963年
- 恋の情報網（パトリック（パット）・オトゥール〈ケーリー・グラント〉）
- ハチェット牧場の対決（バイド〈ブライアン・ドンレヴィ〉）

1964年
- 西部の無法男（リンゴ〈ウィリアム・エリオット〉）

1966年
- 三銃士（アトス〈ヴァン・ヘフリン〉） ※テレビ朝日版1

1967年
- 北大西洋（スティーヴ・ジャーヴィス大尉〈レイモンド・マッセイ〉）
- 西部の人
- 太平洋航空作戦（カール・グリフィン〈ロバート・ライアン〉） ※テレビ東京版
- 三つ数えろ（バーニー・オールズ刑事〈レジス・トゥーミー〉）

1968年
- 潜水艦SOS（ジャック・ドーガン〈リチャード・ディックス〉）
- 手錠のまゝの脱獄（フランク・ギボンズ〈チャールズ・マッグロー〉）
- 無法者の群（ヤンシー〈ビクター・ジョリー〉）

1969年
- 悪の花園（ジョン・フラー〈ヒュー・マーロウ〉） ※テレビ朝日版1
- アラベスク（ラギーブ教授〈ジョージ・カラリス〉）
- 大盗賊 ※TBS版
- 禁断の惑星（モービアス博士〈ウォルター・ピジョン〉） ※テレビ朝日版1
- 理由なき反抗 ※テレビ朝日版

1970年
- 暗黒の恐怖（クイン〈ヴァル・ウィンター〉、ミラー、警官(7)、警官(11)）
- 5つの銅貨（ウィル・パラダイス〈ボブ・クロスビー〉）
- 快傑ゾロ（ドン・アレハンドロ・ベガ〈モンタギュー・ラヴ〉）
- 求婚専科（社長〈エドワード・E・ホートン（英語版）〉）
- 恐怖の逢びき（ミゲル・カストロ〈オテリオ・トソ〉）
- 自由の大地
- 潜水爆破作戦
- 対決（アール・ボッティガー〈ポール・スチュワート〉）

1971年
- 赤い谷（バート・ライシュ〈スターリング・ヘイドン〉）
- 或る殺人（ミッチ〈ブルックス・ウェスト〉）
- 栄光の野郎ども（マーカス〈ロバート・マックィニー（英語版）〉）
- 大アマゾンの半魚人（ナレーション）
- 火星人地球大襲撃（ブリン大佐〈ジュリアン・グローヴァー〉）
- 喝采（フランク・エルジン〈ビング・クロスビー〉）
- 原始怪獣ドラゴドン（ドン・ペドロ〈フリオ・ビリャレアル〉） ※テレビ朝日版
- さいはての用心棒（ルフェーブル〈アンヘル・デル・ポゾ〉） ※テレビ朝日版
- サムソンとデリラ ※フジテレビ版
- 底抜け艦隊
- 底抜け00（ゼロゼロ）の男
- 大脱走（ラムゼイ大佐〈ジェームズ・ドナルド〉[257]、冒頭ナレーション[258]） ※フジテレビ版（DVD・BD収録）
- 百萬弗の人魚（フレデリック・ケラーマン〈ウォルター・ピジョン〉）
- ブーベの恋人（マーラの父〈エミリオ・エスポジート〉） ※フジテレビ版
- 平原児
- ボディガード（フィンチレイ〈マーティン・グリーン（英語版）〉）
- 燃える洞窟（カシム〈アンドレ・モレル〉）
- 妖婆 死棺の呪い（ナレーション）
- リバティ・バランスを射った男（カシウス・スターバックル〈ジョン・キャラダイン〉） ※フジテレビ版（BD収録）
- わらの女

1972年
- アラバマ物語（ヘック・テイト保安官〈フランク・オバートン〉） ※テレビ朝日版
- 華氏451（ヘンリ〈アントン・ディフリング〉） ※TBS版
- カナダ平原（トム・アンドリュース〈ランドルフ・スコット〉）
- キャット・バルー（パーシバル〈レジナルド・デニー〉）
- 決闘コマンチ砦（コーディ〈ランドルフ・スコット〉）
- 三銃士（アトス〈ヴァン・ヘフリン〉） ※テレビ朝日版2
- 史上最大の作戦（エルヴィン・ロンメル元帥〈ヴェルナー・ヒンツ〉） ※テレビ朝日版
- 死の戦線ノルマンディ
- 情婦（マイヤーズ検事〈トリン・サッチャー〉）
- 白い巨像 暴動と反乱のジャングル
- 第七の暁
- 地下室のメロディー（警察のコミッショナー〈クロード・セバール〉） ※1972年テレビ東京版
- トラ・トラ・トラ!（マクモリス、クロッカ、将校(2)[注 10]）
- トリプルクロス（英国の諜報機関員〈トレヴァー・ハワード〉）
- 長い灰色の線
- ナバロンの要塞 ※テレビ朝日版
- 虹を掴む男（ホリングスヘッド博士〈ボリス・カーロフ〉）
- 女房の殺し方教えます
- ヘルファイター（ジェネラル・ロペス〈アルベルト・モリン〉） ※フジテレビ版（思い出の復刻版BD収録）
- 放射能X（オブライエン〈オンスロー・スティーブンス〉）
- 我が道を往く ※テレビ朝日版

1973年
- 荒鷲の翼（トラヴィス〈ジェームズ・トッド〉）
- アルバレス・ケリー 荒野の大暴走（ハリソン〈モーリッツ・ヒューゴ〉）
- 怒りと復讐のライフル（〈フランク・フェントン〉）
- 駅馬車（ドク・ブーン〈ビング・クロスビー〉） ※テレビ東京版
- カーツーム ※NETテレビ版
- 北アフリカ戦線・ドイツ機甲部隊せん滅す（グレゴール〈カーク・モリス〉）
- 吸血狼男（ドン・アルフレド・コルレド〈クリフォード・エバンス〉） ※フジテレビ版（DVD収録）
- 騎兵隊（フィン・セコード大佐〈ウィリス・ボーシェイ（英語版）〉[259]） ※テレビ朝日版（「吹替シネマ2023」収録）
- キング・オブ・キングス
- 荒野の一つ星（ゴールド市長〈ダニエレ・ヴァルガス〉） ※フジテレビ版
- 5枚のカード（クーパー医師〈ウィット・ビッセル〉）
- コマンド戦略（ネイラー〈ダナ・アンドリュース〉） ※テレビ朝日版
- コレヒドール戦記（司令官〈ロバート・バラット〉、ラジオ） ※テレビ東京新録版
- 地獄のノルマンディ
- 西部戦線異状なし（カントレック〈アーノルド・ルーシー〉） ※テレビ朝日版
- 隊長ブーリバ ※テレビ朝日新録版
- 太陽の中の対決（フェーバー〈フレデリック・マーチ〉）
- ながれ者（保安官〈ロイ・ロバーツ（英語版）〉）
- ナポリ湾（マリオ・ビターレ〈ビットリオ・デ・シーカ〉）
- 花嫁の父（神父〈ポール・ハーヴェイ〉） ※テレビ朝日版
- ミクロの決死圏（ドナルド・リード大佐〈アーサー・オコンネル〉） ※テレビ東京版
- ミシシッピの賭博師（エドモンド・デュロー〈ポール・キャヴァナー〉） ※フジテレビ版
- びっくり大将

1974年
- 偉大な生涯の物語（カイアファ〈マーティン・ランドー〉）
- エル・ドラド（バート・ジェイソン〈エドワード・アズナー〉） ※日本テレビ版
- 俺たちに明日はない（フランク・ヘイマー〈デンヴァー・パイル〉）
- 空軍大戦略（アドルフ・ヒトラー〈ロルフ・シュティーフェル〉）
- ジャイアンツ（ワット〈レイ・ウィットリー（英語版）〉、ゴメス〈フェリペ・チューリッヒ〉） ※テレビ朝日版
- スーパータイガー/黄金作戦（サンチェス〈カルロス・カサラヴィリラ〉）
- 西部に賭ける女（デ・レオン〈ラモン・ノヴァロ〉）
- ドイツ戦車軍団撃滅作戦（ナレーション）
- バラキ（サルヴァトーレ・マランツァーノ〈ジョセフ・ワイズマン〉） ※テレビ朝日版
- フレンジー（オックスフォード刑事〈アレック・マッコーエン〉） ※テレビ朝日版
- ホット・ロック
- ロンメル戦車軍団の最後

1975年
- アルゴ探検隊の大冒険（アイエテス〈ジャック・グイリム〉） ※日本テレビ版
- 宇宙水爆戦（メタルーナの指導者〈ダグラス・スペンサー〉）
- 奇跡の人（アーサー・ケラー〈ヴィクター・ジョリー〉[260]） ※テレビ朝日版
- 魚雷特急（ミラル少佐〈リー・バージェレ〉）
- さいはての用心棒（ルフェーブル〈アンヘル・デル・ポゾ〉） ※TBS版（4Kレストア版BD収録）
- 砂塵に血を吐け（保安官〈フランコ・ファレル〉） ※TBS版
- 猿の惑星（オノリアス〈ジェームズ・デイリー〉） ※フジテレビ版
- 大反撃（伯爵〈ジャン＝ピエール・オーモン〉[261]）
- チザム
- 25時（ニコライ・ドブレスコ〈グレゴワール・アスラン〉）
- 復讐のガンマン/ジャンゴ（ゴメス〈クリス・アヴラム〉）
- 真夜中のカーボーイ（タウニー〈バーナード・ヒューズ〉） ※テレビ朝日版

1976年
- 暗殺者のメロディ（レフ・トロツキー〈リチャード・バートン〉）
- 最後の猿の惑星（立法人〈ジョン・ヒューストン〉[262]） ※フジテレビ版（HDリマスター版DVD収録）
- ダラスの熱い日（ナレーション、テレビアナ(A)の声）
- 鉄道員（警部、通行人(B)、受付の男、巡査、ティーポ、メガネの男）※テレビ朝日新録版
- コーザ・ノストラ（チャールズ・シラグーサ）
- 誇り高き戦場（ジョーダン〈グレゴリー・モートン〉） ※フジテレビ版

1977年
- 悪魔のワルツ（ダンカン・モーブリー・イーライ〈クルト・ユルゲンス〉）
- うたかたの恋 ※テレビ朝日版
- SOS北極... 赤いテント（ロマニノ〈マッシモ・ジロッティ〉）
- 傷だらけの挽歌（ジョン・P・ブランディッシュ〈ウェズリー・アディ（英語版）〉）
- ケマダの戦い（パーカー、白人紳士）
- スローターハウス5（エドガー・ダービー〈ユージン・ロッシュ〉）
- チャイコフスキー（ニコライ・ルビンシテイン〈ウラジスラフ・ストルジェリチク（英語版）〉）
- 特攻ファイター！MT要塞
- ドラゴンへの道
- ボルサリーノ2（ラルティグ〈リカルド・クッチョーラ〉）
- 真昼の衝動
- メカニック（組織のボス〈フランク・デ・コヴァ（英語版）〉[263]）
- 夕陽のギャングたち（ヴィエガ医師〈ロモロ・ヴァリ〉） ※TBS版
- ローズマリーの赤ちゃん（ドクター・サプスティン〈ラルフ・ベラミー〉） ※テレビ東京新録版

1978年
- ウエストワールド（技術者〈スティーヴ・フランケン〉）
- 獣になった男（ビクター〈ハリー・ローター（英語版）〉）
- sf地底大探検（オリヴァー・リンデンブロック教授〈ジェームズ・メイソン〉） ※テレビ朝日版
- ゲッタウェイ（ユージン・スチュアート）※フジテレビ版
- 死刑台のメロディ（カッツマン〈シリル・キューザック〉）
- 世界が燃えつきる日（ナレーション）
- Z（長官〈ピエール・デュ〉）
- 大平原（ディック・アレン〈ロバート・プレストン〉） ※テレビ東京版
- 007 ゴールドフィンガー（マーティン・ソロ〈マーティン・ベンソン〉[264]） ※日本テレビ版（TV放送吹替初収録 特別版DVD収録）
- バラキ（サルヴァトーレ・マランツァーノ〈ジョセフ・ワイズマン〉） ※テレビ東京版
- ラッキー・レディ（ロックウェル〈マイケル・ホーダーン〉） ※フジテレビ版
- レッド・ムーン（ルダボー軍曹〈ヘンリー・ベックマン（英語版）〉）
- ワイルド・パーティー（ポーター〈ダンカン・マクロード〉） ※フジテレビ版

1979年
- 悪魔の墓場（マコーミック警部〈アーサー・ケネディ〉）
- 荒鷲の要塞（ロズマイヤー〈フェルディ・メイン〉） ※日本テレビ新録版
- オーメン（ブレナン神父〈パトリック・トラウトン〉） ※TBS版（DVD・BD収録）
- 吸血鬼ブラキュラ（ドラキュラ伯爵〈チャールズ・マコーレイ（英語版）〉）
- キングコング（カーナハン〈エド・ローター〉） ※テレビ朝日旧録版（BD収録）
- そして誰もいなくなった（エドワード・G・アームストロング〈ウォルター・ヒューストン〉）
- ダーティ・チェイサー/凶悪犯死の大逃走500キロ（ラヴァーニ〈マリオ・カロテヌート〉）
- 小さな目撃者
- フリック・ストーリー（部長〈マルコ・ペラン〉）
- マッケンナの黄金（説教師〈レイモンド・マッセイ〉） ※テレビ朝日版

1980年
- 栄光のル・マン（デビッド・タウンセンド〈ロナルド・リー＝ハント〉） ※フジテレビ版
- 風とライオン（サミュエル・グメール〈ジェフリー・ルイス〉） ※テレビ朝日版
- 黒いチューリップ（プランタン〈フランシス・ブランシュ〉） ※テレビ東京版（BD収録）
- 候補者ビル・マッケイ（クロッカー・ジャーモン上院議員〈ドン・ポーター〉）
- ゴッドファーザー PART II（キューバ大統領〈ティト・アルバ〉、冒頭ナレーション） ※日本テレビ版
- サンバーン（ギーラ〈ジャック・クルーシェン〉）
- ネットワーク（ネルソン・チェイニー〈ウェズリー・アディ〉） ※TBS版
- 北北西に進路を取れ（教授〈レオ・G・キャロル〉） ※フジテレビ版（DVD・BD収録）
- フロント・ページ（ベンジンガー〈デヴィッド・ウェイン〉）
- マッカーサー（フランクリン・ルーズベルト大統領〈ダン・オハーリー〉[265]） ※TBS版（思い出の復刻版BD収録）
- マッシュ全員集合! ハチャメチャ軍隊大奮戦
- ミクロの決死圏（ドナルド・リード大佐〈アーサー・オコンネル〉） ※テレビ朝日旧録版
- Mr.ビリオン（レイシー〈ウィリアム・レッドフィールド〉）
- モンテ・ウォルシュ（カル・ブレナン〈ジム・デイヴィス〉） ※TBS版
- レディ・イポリタの恋人　夢魔（アスカニオ司祭〈アーサー・ケネディ〉）

1981年
- アラビアのロレンス ※テレビ朝日版
- オードリー・ローズ（リプスコム医師〈ノーマン・ロイド〉）
- 王子と踊子（ノースブルック〈リチャード・ワティス〉） ※テレビ朝日版
- 最後の航海（ロバート・アダムス船長〈ジョージ・サンダース〉） ※日本テレビ版
- サウンド・オブ・ミュージック（ツェラー〈ベン・ライト〉） ※ソフト版
- ザ・カー（エヴェレット〈ジョン・マーリー（英語版）〉[266]） ※日本テレビ版（2021年発売のBD収録）
- 死亡遊戯（ドクター・ランド〈ディーン・ジャガー〉）
- 小さな恋のメロディ（校長先生〈ジェームズ・カズンス〉） ※LD版（2015年12月22日発売のBD収録）
- 2001年宇宙の旅（ラルフ・ハルバーセン〈ロバート・ビーティ〉）
- ベン・ハー（セクスタス〈アンドレ・モレル〉） ※テレビ朝日版
- レマゲン鉄橋（シンナー准将〈E・G・マーシャル〉、ナレーション） ※テレビ東京旧録版
- メル・ブルックス/新サイコ（リローマン博士〈ハワード・モリス〉）
- わたしは目撃者（フランコ・アルノ〈カール・マルデン〉）

1982年
- 恐怖のいけにえ（ヘイドン（声のみ）[267]）
- ジャンヌ・ダーク ※日本テレビ版
- 勝利への脱出（ウォルドロン大佐〈ダニエル・マッセイ〉）
- 草原の輝き
- そして誰もいなくなった（エドワード・アームストロング〈ハーバート・ロム〉）
- ダーティハンター ※テレビ朝日版
- テレフォン（ストレルスキーKGB将軍〈パトリック・マギー〉）
- ドッグ・ソルジャー（ベンダー〈デイヴィッド・オパトシュ（英語版）〉）
- バニシングIN TURBO（ビグビー・パワーズ〈バリー・ケイヒル〉）
- ヒンデンブルグ ※日本テレビ版（BD収録）
- 未来世界（ダフィ〈アーサー・ヒル〉） ※日本テレビ版（BD収録）

1983年
- ジャイアンツ（バウリー叔父さん〈チル・ウィルス〉[268]） ※TBS版（BD収録）
- スター・ウォーズ エピソード4/新たなる希望（ジャン・ドドンナ将軍、プラージ中佐） ※日本テレビ旧録版
- 007 私を愛したスパイ（ゴゴール将軍〈ウォルター・ゴテル〉[269]） ※1983年TBS版（TV放送吹替初収録 特別版DVD収録）
- 復讐のドラゴン/少林寺秘伝房・燃える九九拳（タイガー〈テュン・チョイ・ポ〉）
- 真夜中のカーボーイ（タウニー〈バーナード・ヒューズ〉、ボガート、映画の声1、ラジオ2） ※TBS版
- 燃えよデブゴン 正義への招待拳（お花小僧〈ウー・マ〉）
- レディ・バニッシュ/暗号を歌う女（Dr.ハーツ〈ハーバート・ロム〉）

1984年
- キャノンボール（アーサー・フォイト〈ジョージ・ファース〉[270]） ※フジテレビ版（DVD・BD収録）
- ザ・デイ・アフター
- シーウルフ（W・H・グライス中佐〈デヴィッド・ニーヴン〉）※テレビ東京版
- 続・荒野の1ドル銀貨（保安官〈アントニオ・カザス〉） ※テレビ東京版（DVD収録）
- ダイヤルMを廻せ!（スワン〈アンソニー・ドーソン〉） ※TBS版
- ドミノ・ターゲット（レッサー将軍〈イーライ・ウォラック〉）
- ドラゴン太極拳（雷平〈ロン・フェイ〉）
- 星の国から来た仲間（アリストトル・ボトル〈レイ・ミランド〉） ※フジテレビ版
- 真昼の用心棒（スコット〈ジョン・マクダグラス（英語版）〉） ※テレビ東京版
- モンスター・パニック
- 理由なき反抗 ※TBS版（DVD収録）

1985年
- クレイマー、クレイマー（ジム・オコナー〈ジョージ・コー〉） ※日本テレビ版（アニバーサリーエディションBlu-rayに収録）
- サンタクロース（議長〈ジェリー・ハート〉、妖精(5)、妖精(7)、街のサンタ） ※劇場公開版（VHS収録）
- 料理長殿、ご用心（ブロシェット〈フランク・ウィンドソー〉） ※テレビ朝日版
- ジョーズ3（ジャック・テイト〈P・H・モリアーティ〉）
- タイム・アフター・タイム（アダムス〈ジョゼフ・メイハー〉）
- チェーン・リアクション（オーツ〈パトリック・ウォード〉）
- チャイナ・シンドローム（ドン・ジャコビッチ〈ピーター・ドゥナット〉）
- 地中海殺人事件（ホレス・ブラット卿〈コリン・ブレイクリー〉）
- 隣の女（フィリップ・ボーシャール〈アンリ・ガルサン（フランス語版）〉）

1986年
- アマデウス（コロレード大司教〈ニコラス・ケブロス〉）
- グレート・バーバリアン（ナレーション）
- 皇帝密使（テープの声）
- サスペリア（ミリウス教授〈ルドルフ・シュンドラー〉、ナレーション[271]） ※テレビ東京版（新盤DVD・BD収録）
- スター・ウォーズ エピソード5/帝国の逆襲（皇帝〈クライヴ・レヴィル〉、ケンダル・オゼル提督〈マイケル・シェアード〉） ※日本テレビ版
- 血のバレンタイン（ハニガー町長〈ラリー・レイノルズ〉[272]）
- 翼よ! あれが巴里の灯だ ※テレビ朝日版
- ブルーサンダー（フレッチャー〈デヴィッド・シェイナー〉） ※フジテレビ版
- ブレードランナー（エルドン・タイレル〈ジョー・ターケル〉） ※TBS版（DVD・BD収録）
- マジック・ボーイ（クレイノス市長〈デジ・アーナズ〉）

1987年
- エアポート'77/バミューダからの脱出 ※テレビ朝日版（DVD収録）
- エクスタミネーター2（マフィアのボス〈マーク・バンツマン〉） ※テレビ朝日版（BD収録）
- 華麗なる陰謀（マックスウェル〈ヒューム・クローニン〉）
- キリング・フィールド
- 刑事ジョン・ブック 目撃者（イーライ・ラップ〈ヤン・ルーベス〉） ※フジテレビ版
- コマンドー（フランクリン・カービー将軍〈ジェームズ・オルスン〉） ※TBS版（日本語吹替完全版Blu-rayBOX収録）
- コンドル（アトウッド〈アディソン・パウエル〉） ※テレビ朝日新録版
- シンドバッド黄金の航海（宰相ビジエル〈ダグラス・ウィルマー（英語版）〉） ※TBS版
- スパルタンX（伯爵家の執事〈ハーバード・エデルマン〉[273]） ※フジテレビ版（エクストリーム・エディション版BD収録）
- 地球に落ちて来た男（オリバー〈バック・ヘンリー〉）
- プロテクター（ホワイトヘッド署長〈リチャード・クラーク〉[274]） ※フジテレビ版（エクストリーム・エディションBD収録）

1988年
- 愛と哀しみの果て（デラメア男爵〈マイケル・ガフ〉） ※日本テレビ版
- ある愛の詩（トンプソン〈ラッセル・ナイプ〉） ※テレビ東京版
- インフェルノ（アーノルド教授〈フェオドール・シャリアピン・Jr〉[275]）※テレビ東京版（DVD・BD収録）
- コットンクラブ（フレンチー〈フレッド・グウィン〉）※TBS版
- サイクロンZ（裁判長〈ロイ・チャオ〉）
- 再来キョンシーズ!（チャン道士〈ワン・チャン〉）
- シンデレラ/魔法の木の実（王〈ラルフ・ホッペ〉）
- スパイ・ライク・アス（キース〈ウィリアム・プリンス〉）
- デストラップ 死の罠（スターガー〈ジョー・シルヴァー〉）
- テレマークの要塞（フリック少佐〈アントン・ディフリング〉） ※テレビ朝日版
- ドクターズ・アカデミー 全員暴走中!（ジェラルド・マークス〈ビル・メイシー〉）
- ニューヨーク東8番街の奇跡（レイシー〈マイケル・グリーン〉） ※ソフト版
- ハロウィンII（巡回警官〈ロジャー・ハンプトン〉、ナレーション） ※日本テレビ版（BD収録）
- 野獣捜査線
- ヤング・シャーロック/ピラミッドの謎 ※フジテレビ版
- ワンス・アポン・ア・タイム・イン・アメリカ（クローニング〈ジェラルド・マーフィ〉） ※テレビ朝日版

1989年
- エンゼル・ハート（ジョン牧師〈ジェラルド・オレンジ〉） ※フジテレビ版（BD収録）
- グレイストーク -類人猿の王者- ターザンの伝説（ジェフソン・ブラウン〈イアン・チャールソン〉） ※TBS版
- コブラ・ミッション（モーティマー大佐〈ゴードン・ミッチェル〉）
- バッド・テイスト（カーネル・ビッグサンダース〈ダグ・ウレン〉）
- ハロウィン4 ブギーマン復活（ホフマン医師〈マイケル・パタキ〉） ※VHS版
- マック（クラインマン〈イヴァン・ジョージ・ラド〉）
- ロジャー・ラビット（ドゥーム判事〈クリストファー・ロイド〉[276]）
- ロッキー4/炎の友情（ニコライ・コロフ〈マイケル・パタキ〉） ※TBS版（DVD・BD収録）

1990年
- 愛の7日間（ルイ〈ジャック・フランソワ〉）
- インディ・ジョーンズ/最後の聖戦（ヴァルター・ドノバン〈ジュリアン・グローヴァー〉[277]） ※ソフト版
- 追いつめられて（ビリー・デュバル議員〈ハワード・バフ〉） ※テレビ朝日版
- クリスティーン（ルベー〈ロバーツ・ブロッサム〉）
- ゴーストバスターズ2（警部補〈ロン・カミンズ〉） ※ソフト版
- 殺人ゲーム（エメリッシュ〈ピエール・デュクス〉）
- ダーティハリー5（ドネリー部長〈マイケル・カリー〉）
- ダイブ/深海からの帰還（船長）
- 大陸横断超特急（エドガー・ホワイニー〈レイ・ウォルストン〉） ※テレビ朝日版
- ニア・ダーク/月夜の出来事（ロイ・コルトン〈ティム・トマーソン〉）
- バットマン（ジェームズ・ゴードン署長〈パット・ヒングル〉） ※ソフト版
- バロン（バロン〈ジョン・ネヴィル〉[278]） ※ソフト版
- ビルとテッドの大冒険（エイブラハム・リンカーン〈ロバート・V・バロン〉） ※ソフト版
- ロボコップ2（オムニ社会長〈ダン・オハーリー〉） ※VHS、20世紀フォックスDVD版
- 私が愛したグリンゴ（ビージャ将軍〈ペドロ・アルメンダリス・Jr〉） ※VHS版

1991年
- アマゾネス・コマンドー/復讐の美女軍団
- イントルーダー 怒りの翼 ※ソフト版
- キャデラック・マン ※VHS版
- コードネームはファルコン
- ゴッドファーザー PART III（フレデリック・カインジック〈ヘルムート・バーガー〉） ※ソフト版
- 3人のゴースト（ルー・ヘイワース〈ジョン・フォーサイス〉）
- シェルタリング・スカイ（ナレーション〈ポール・ボウルズ〉）
- 死霊のはらわたII（レイモンド・ノウビー〈ジョン・ピークス〉） ※テレビ東京版（思い出の復刻版ブルーレイ収録）
- スタートレックIV 故郷への長い道（Mr.スポック〈レナード・ニモイ〉） ※フジテレビ版（LD・DVD通常版収録）
- スティング（J.J.〈レイ・ウォルストン〉） ※テレビ朝日版
- 黄昏のチャイナタウン（アール・ローリー〈リチャード・ファーンズワース〉）
- 007 美しき獲物たち（カール・モートナー博士〈ウィロビー・グレイ〉[279]） ※TBS版（TV放送吹替初収録 特別版DVD収録）
- チャイルド・プレイ2（サリバン社長〈ピーター・ハスケル〉）
- ツインズ（ワーナー〈トニー・ジェイ〉） ※ソフト版
- デルタフォース2（オルメド将軍〈マーク・マーゴリス〉）
- ドン・サバティーニ（アーサー・フリーダー〈ポール・ベネディクト〉）
- ピンク・ノーベンバーを追え!?（ネーバー国防長官〈ロディ・マクドウォール〉）
- フランケンシュタイン/禁断の時空
- ボンバー・ライダーズ（ジェームズ・E・ディーヴァーズ大佐〈サンディ・マクピーク〉）
- もういちど殺して/キル・ミー・アゲイン（ヘンドリックス警部補〈マイケル・グリーン〉） ※VHS版
- ロビン・フッド（プリンス・ジョン〈エドワード・フォックス〉）

1992年
- 愛と死の間で（ティモシー神父〈リチャード・イーストン〉）
- クリープショー（ネイサン・グランサム〈ジョン・ローマー〉、アプソン・プラット〈E・G・マーシャル〉）
- グローリー（フランシス・ショー〈ピーター・マイケル・ゴーツ〉） ※ソフト版
- ゴールデン・チャイルド（ホン医師〈ジェームズ・ホン〉） ※テレビ朝日版
- シンドバッド黄金の航海（宰相ビジエル〈ダグラス・ウィルマー〉） ※テレビ朝日版
- 推定有罪（モレン判事〈ビンゴ・オマリー〉）※NHK版
- 戦場（ダグラス・マッカーサー〈ジョン・ベネット・ペリー〉）
- ダーククリスタル ※NHK-BS版
- タッカー（ベニントン〈ディーン・グッドマン〉） ※日本テレビ版（4Kレストア版DVD、BDに収録）
- チャイルド・プレイ3（サリバン社長〈ピーター・ハスケル〉）
- ティーン・ウルフ2/ぼくのいとこも狼だった（英語版）（ダン学部長〈ジョン・アスティン〉）
- テラコッタ・ウォリア 秦俑（徐福〈謝博文〉）
- ニキータ ※日本テレビ版
- 裸の銃を持つ男2 1/2（ジョージ・H・W・ブッシュ大統領〈ジョン・ロアーク〉） ※ソフト版
- ハドソン・ホーク（執事アルフレッド〈ドナルド・バートン〉） ※ソフト版
- ビルとテッドの地獄旅行（“死神”グリム・リーパー〈ウィリアム・サドラー〉）
- フィールド・オブ・ドリームス ※日本テレビ版（思い出の復刻版DVD収録）
- フォー・ザ・ボーイズ（サム〈ノーマン・フェル〉）
- ポルターガイスト3 / 少女の霊に捧ぐ…（ケイン〈ネイザン・デーヴィス〉）
- ヤングガン2（ルー・ウォーレス知事〈スコット・ウィルソン〉） ※VHS版
- ローマの休日（式部官〈ジョン・ホーン〉） ※TBS版

1993年
- カーテンコール/ただいま舞台は戦闘状態（Selsdon Mowbray〈デンホルム・エリオット〉）
- 刑事ニコ/法の死角（ハリソン上院議員〈ジョー・D・ローク〉、カルロス・アバンダーノ弁護士〈ラファエル・ゴンザレス〉、CIAの尋問者〈リー・ドゥブロー〉） ※テレビ朝日版
- 1492 コロンブス（サンタンヘル〈フランク・ランジェラ〉、師範、士官、兵(2)、ナレーション） ※日本テレビ版
- ダンス・ウィズ・ウルブズ ※日本テレビ版
- バーチャル・ウォーズ（フランシス・マッキーン牧師〈ジェレミー・スレート〉）
- ハウスシッター/結婚願望（ジョージ神父〈ドナルド・モファット〉）
- パブリック・アイ（スポレト〈ドミニク・キアネーゼ〉）
- ブレイズ（エルドン・タック〈ジェフリー・デマン〉）
- プロジェクト・イーグル（伯爵〈ボジダル・スミリャニッチ〉） ※フジテレビ版
- マスカレード/甘い罠（フィッツジェラルド〈バーニー・マキナニー〉）
- ミッドナイトヒート（カール・マッドソン〈デニス・ホッパー〉） ※VHS版

1994年
- エイジ・オブ・イノセンス/汚れなき情事（ヘンリー・ヴァン・デル・ライデン〈マイケル・ガフ〉）
- から騒ぎ（レオナート〈リチャード・ブライアーズ〉）
- ゴッドファーザー・サガ（ジャック・ウォルツ〈ジョン・マーリー〉、ハイマン・ロス〈リー・ストラスバーグ〉）
- ゴッドファーザー PART III（フレデリック・カインジック〈ヘルムート・バーガー〉） ※フジテレビ版
- ゾンビ・ハイスクール（アイズナー学園長〈ケイ・E・クッター〉）
- デーヴ（ボブ・アレクサンダー大統領特別補佐官〈フランク・ランジェラ〉[280]） ※ソフト版
- 天地創造（ノア〈ジョン・ヒューストン〉） ※テレビ朝日版
- ボディ・ターゲット（フランクリン・ヘイル〈ジョス・アクランド〉） ※ソフト版
- ランボー3/怒りのアフガン（マソード〈スパイロス・フォーカス〉） ※テレビ朝日版（DVD・BD収録）
- レインマン（Dr.ブルーナー〈ジェリー・モレン〉） ※TBS版
- レッド・スコルピオン（ヴォルテーク将軍〈T・P・マッケンナ〉） ※日本テレビ版
- ローマの休日（プロブノ将軍〈トゥリオ・カルミナティ〉） ※フジテレビ版
- ローマの休日（式武官〈ジョン・ホーン〉[281]） ※ソフト版

1995年
- アダムス・ファミリー（ウォーマック検事〈ポール・ベネディクト〉[282]） ※日本テレビ版
- 遺産相続は命がけ!?（ジョーおじさん〈カーク・ダグラス〉[283]）
- クイズ・ショウ（マーク・ヴァン・ドーレン〈ポール・スコフィールド〉[284]）
- ケープ・フィアー（リー・ヘラー〈グレゴリー・ペック〉） ※テレビ朝日版
- サバイバル・ガイド（ジャック・エリクソン〈ブラッド・サリヴァン〉）
- 沈黙の戦艦（アダムス艦長〈パトリック・オニール〉） ※テレビ朝日版（日本語吹替音声追加収録版ブルーレイに収録）
- ドラゴン・ワールド（レスター・マッキンタイア〈ジョン・ウッドヴァイン〉）
- バットマン（ボルグ市長〈リー・ウォレス〉） ※テレビ朝日版
- ファン・アンド・ファンシー・フリー（エドガー・バーゲン〈本人〉、オフェリア〈エドガー・バーゲン〉） ※WOWOW版
- ボディガード（ハーブ・ファーマー〈ラルフ・ウェイト〉） ※フジテレビ版
- マングラー（ウィリアム・“ビル”・ガートレー〈ロバート・イングランド〉）
- ルディ/涙のウイニング・ラン（カヴァナー神父〈ロバート・プロスキー〉[285]）
- ヤングガン2 ※フジテレビ版

1996年
- 硝子の塔（ガス・ホール〈キーン・カーティス〉） ※テレビ朝日版
- KILLER/第一級殺人（チャールズ・ケイシー〈スティーヴ・フォレスト〉）
- 誘う女（アール・ストーン〈カートウッド・スミス〉）
- シャイニング（デルバート・グレイディ〈フィリップ・ストーン〉）
- スキャナーズ3（モネ博士〈コリン・フォックス〉）
- ドク・ハリウッド（エバンス判事〈ロバーツ・ブロッサム〉） ※テレビ朝日版
- 多重人格（ロバート・ポーター〈ドリュー・スナイダー〉）
- ハドソン・ホーク（ナレーション〈ウィリアム・コンラッド〉） ※フジテレビ版
- フリッパー（シド）
- ペリカン文書（エドウィン・ニューマン〈本人〉） ※テレビ朝日版
- ホーム・アローン2（フランク・マカリスター〈ゲリー・バンマン〉） ※テレビ朝日版
- ユージュアル・サスペクツ（コバヤシ〈ピート・ポスルスウェイト〉[286]） ※ソフト版
- ミュート・ウィットネス 殺しの撮影現場（死に神〈アレック・ギネス〉）
- ラン・ダウン/怒りの逃亡者（ハリー〈ケネス・タイガー〉） ※ソフト版
- ロブ・ロイ/ロマンに生きた男（アーガイル侯爵〈アンドリュー・キア〉）

1997年
- 麗しのサブリナ（オリヴァー・ララビー〈ウォルター・ハムデン〉） ※ソフト版
- 風と共に去りぬ（ミード医師〈ハリー・ダベンボート〉） ※ワーナー発売のソフト版
- クルーシブル（トーマス・ダンフォース判事〈ポール・スコフィールド〉）
- ザ・ファントム（ファントムの父〈パトリック・マクグーハン〉） ※ソフト版
- さまよう魂たち（判事〈ジョン・アスティン〉）
- 史上最大の作戦（ドワイト・D・アイゼンハワー大将〈ヘンリー・グレイス〉） ※テレビ東京版（DVD収録）
- デビル（ピーター・フィッツシモンズ〈ジョージ・ハーン〉） ※ソフト版
- パトリス・ルコントの大喝采（ジョルジュ・コックス〈ジャン＝ピエール・マリエール〉）
- 花の影
- マキシマム・リスク（キーロフ〈デイヴィッド・ヘンブレン〉）※ソフト版
- ロング・キス・グッドナイト（Dr.ネイサン・ウォルドマン〈ブライアン・コックス〉、ラリー・キング〈本人〉） ※ソフト版

1998年
- アンタッチャブル ※テレビ朝日版
- インディ・ジョーンズ/最後の聖戦（老騎士〈ロバート・エディスン〉） ※テレビ朝日版
- インディ・ジョーンズ/魔宮の伝説（シャーマン〈D・R・ナーナヤッカーラ〉） ※テレビ朝日版
- ウワサの真相/ワグ・ザ・ドッグ（大統領〈マイケル・ベルソン〉）
- 狼たちの街（署長〈ブルース・ダーン〉） ※テレビ東京版
- ジャッカルの日（コルベール将軍〈モーリス・デナム〉[287]） ※テレビ東京版（思い出の復刻版BD収録）
- スペース・トラッカー（ジョン・キャニオン〈デニス・ホッパー〉）
- タイタニック（E・J・スミス船長〈バーナード・ヒル〉[288]） ※ソフト版
- 007 リビング・デイライツ（M〈ロバート・ブラウン〉[289]） ※テレビ朝日版（TV放送吹替初収録 特別版DVD収録）
- ドリフトウッド/狂気の密室（マクタビッシュ〈バリー・マクガヴァーン〉）
- フィフス・エレメント（コーネリアス神父〈イアン・ホルム〉） ※VHS・DVD版
- プライベート・パーツ（ロス〈ポール・ヘクト〉）
- フラバー（フォード社長〈ピーター・ホワイト〉）
- フリー・ウィリー3（ドレイク船長〈マシュー・ウォーカー〉）
- 暴走特急（ガーザ大佐〈デイル・ダイ〉） ※テレビ朝日版
- メン・イン・ブラック（捜査官Z〈リップ・トーン〉[290]） ※ソフト版

1999年
- 従妹ベット（貴族ヘクター〈ヒュー・ローリー〉）
- X-ファイル ザ・ムービー（アルヴィン・カーツウェル博士〈マーティン・ランドー〉） ※ソフト版
- L.A.コンフィデンシャル（市警察本部長〈ジョン・マホーン〉） ※ソフト版
- 奥サマは魔女（ジョエル〈ダブニー・コールマン〉）
- ゲーム ※テレビ朝日版（思い出の復刻版BD収録）
- 恋はワンダフル!?（ダーモット〈ミロ・オシェア〉）
- ザ・インターネット ※フジテレビ版
- スタートレック 叛乱（マシュー・ダワティ提督〈アンソニー・ザーブ〉）
- タオの伝説（マスター・チャン〈チャオ・リー・チー〉）
- タックスマン（アンドレ〈マイケル・チクリス〉）
- 007 消されたライセンス（M〈ロバート・ブラウン〉[291]） ※テレビ朝日版（TV放送吹替初収録 特別版DVD収録）
- ブレイブハート ※テレビ朝日版
- プレッシャー2（院長〈マシュー・ウォーカー〉）

2000年
- ザ・インターネット（ニュースキャスター、浮浪者） ※テレビ朝日版
- TATARI タタリ（ピーター・グレイブス本人、バナカット医師〈ジェフリー・コムズ〉）
- 沈黙の断崖（ボブ・グッドール〈リヴォン・ヘルム〉） ※テレビ朝日版
- デイライト（ロジャー・トリリング〈コリン・フォックス〉） ※テレビ朝日版
- ハードラック・恐怖の殺人病棟（ロジャー・スタイン博士〈マルコム・マクダウェル〉） ※テレビ東京版
- ベオウルフ（ロスガー（領主）〈オリヴァー・コットン〉[292]）
- ベン・ハー（サイモニデス〈サム・ジャッフェ〉） ※テレビ東京版（DVD・BD収録）
- ボルケーノ ※テレビ朝日版
- 夜のメイド（エルネスト〈ロベルト・ヘルリッカ〉）
- リプリー（ハーバート・グリーンリーフ〈ジェームズ・レブホーン〉） ※ソフト版
- ロック、ストック&トゥー・スモーキング・バレルズ（ハリー〈P・H・モリアーティ〉）

2001年
- X-MEN（チャールズ・エグゼビア / プロフェッサーX〈パトリック・スチュワート〉） ※ソフト版
- キャスト・アウェイ（フレッド・スミス〈本人〉）
- ゴッドファーザー PART II（ハイマン・ロス〈リー・ストラスバーグ〉[293]） ※ソフト版
- 素晴らしき日（ルー〈チャールズ・ダーニング〉） ※テレビ朝日版
- 銃撃犯（カルデコート）
- ドクトル・ジバゴ（アレクサンドル〈ラルフ・リチャードソン〉） ※ソフト版
- ドラゴンハート 新たなる旅立ち（マンセル〈マット・ヒッキー〉）
- 狙う女 恐怖の連続レイプ殺人（ヒューズ〈フィリップ・ベイカー・ホール〉） ※テレビ東京版
- 背信の行方（シムズ〈アルバート・フィニー〉）
- ページマスター（エイハブ船長〈ジョージ・ハーン〉）
- マウス・ハント ※TBS版
- リプレイスメント（エドワード・オニール〈ジャック・ウォーデン〉）

2002年
- アモーレス・ペロス（エル・チーボ〈エミリオ・エチェバリア〉）
- オーシャンズ11（ソール・ブルーム〈カール・ライナー〉） ※ソフト版
- しあわせ色のルビー（ラビ氏〈ジョン・ランドルフ〉）
- ジャンヌ・ダルク ※日本テレビ版
- スノー・ドッグ（ジョージ・マーフィ〈M・エメット・ウォルシュ〉）
- デビル（ジム・ケリー〈ミッチェル・ライアン〉） ※テレビ朝日版
- テルミン（レフ・テルミン〈本人〉）
- ハリー、見知らぬ友人（父〈ドミニク・ローザン〉）
- ブロークン・アロー（参謀本部長官〈ジャック・トンプソン〉） ※テレビ朝日版
- マジェスティック（スタン・ケラー〈ジェームズ・ホイットモア〉[294]）
- メン・イン・ブラック2（捜査官Z〈リップ・トーン〉[295]） ※劇場公開版
- 夕陽のギャングたち（ヴィエガ医師〈ロモロ・ヴァリ〉[296]） ※ソフト版
- ラットレース（ドナルド・シンクレア〈ジョン・クリーズ〉）

2003年
- X-MEN2（チャールズ・エグゼビア / プロフェッサーX〈パトリック・スチュワート〉） ※劇場公開版
- キューブ2（マグワイア大佐〈ブルース・グレイ〉） ※ソフト版
- クリムゾン・リバー（バーナード〈ジャン=ピエール・カッセル〉） ※フジテレビ版
- K-19（ブラティエフ海軍提督〈ジョン・シュラプネル〉） ※ソフト版
- スパイダー パニック!（フロイド〈ロイ・ゲイントナー〉） ※ソフト版
- 戦争と平和（ナレーション） ※ソフト版
- ダイヤルM（カラマン刑事〈デヴィッド・スーシェ〉） ※テレビ朝日版

2004年
- アイドル　欲望の餐宴（ザオ〈ジェームズ・ホン〉）
- アララトの聖母（エドワード・サロヤン〈シャルル・アズナブール〉）
- キル・ビル Vol.2（エステバン・ヴィハイオ〈マイケル・パークス〉）
- トロイ（プリアモス〈ピーター・オトゥール〉） ※劇場公開版
- ロイヤル・セブンティーン（パーシー）

2005年
- エクソシスト ビギニング（ジオネッティ神父〈デイビッド・ブラッドリー〉）
- オーシャンズ12（ソール・ブルーム〈カール・ライナー〉） ※ソフト版
- 刑事マディガン（アンソニー・ラッセル本部長〈ヘンリー・フォンダ〉） ※ソフト版
- フィールド・オブ・ドリームス（ムーンライト・グラハム〈バート・ランカスター〉） ※DVD版
- PLANET OF THE APES/猿の惑星（サンダー〈デビッド・ワーナー〉[297]） ※日本テレビ版
- ベートーベン2 ※NHK版
- ボン・ヴォヤージュ（コポルスキ教授〈ジャン＝マルク・ステーレ〉）
- レッド・スノー

2006年
- アンダーワールド: エボリューション（アレクサンドル・コルヴィナス〈デレク・ジャコビ〉[298]）
- X-MEN:ファイナル ディシジョン（チャールズ・エグゼビア / プロフェッサーX〈パトリック・スチュワート〉） ※劇場公開版
- ナルニア国物語/第1章: ライオンと魔女（サンタクロース〈ジェームズ・コスモ〉[299]）
- ライラの冒険 黄金の羅針盤（学寮長〈ジャック・シェパード〉） ※劇場公開版

2007年
- オーシャンズ13（ソール・ブルーム〈カール・ライナー〉） ※ソフト版
- ザ・シューター/極大射程（マイケル・サンダー〈ラデ・シェルベッジア〉[300]）

2008年
- ウォンテッド（ペクワースキー〈テレンス・スタンプ〉[301]）※劇場公開版
- 紀元前1万年（ナレーター〈オマル・シャリーフ〉） ※劇場公開版
- 地球が静止する日（カール・バーンハート教授〈ジョン・クリーズ〉）
- チャーリーとチョコレート工場（ジョーおじいちゃん〈デイビッド・ケリー〉[302]） ※日本テレビ版
- フールズ・ゴールド/カリブ海に沈んだ恋の宝石（ナイジェル・ハニーカット〈ドナルド・サザーランド〉[303]）
- プロヴァンスの贈りもの（ヘンリーおじさん〈アルバート・フィニー〉） ※ソフト版

2009年
- ウルヴァリン:X-MEN ZERO（チャールズ・エグゼビア / プロフェッサーX〈パトリック・スチュワート〉）
- ビバリーヒルズ・チワワ（モンテ〈プラシド・ドミンゴ〉[304]）
- ファイヤーウォール（アーリン・フォレスター〈アラン・アーキン〉） ※テレビ朝日版

2010年
- ハムナプトラ3 呪われた皇帝の秘宝（ロジャー・ウィルソン教授〈デヴィッド・コールダー〉） ※フジテレビ版
- ハリー・ポッターと死の秘宝 PART1（ゲラート・グリンデルバルド〈マイケル・バーン〉[305]）
- パリより愛をこめて（ベニントン大使〈リチャード・ダーデン〉[306]）

2011年
- ゲット スマート（ジーグフリード〈テレンス・スタンプ〉[307]）※ テレビ朝日版

2012年
- メランコリア（デクスター〈ジョン・ハート〉）

2013年
- ウルヴァリン:SAMURAI（チャールズ・エグゼビア / プロフェッサーX〈パトリック・スチュワート〉[308]）
- 47RONIN（天狗の主〈伊川東吾〉[309]）
- ローン・レンジャー（チーフ・ビッグ・ベア〈サギノー・グラント〉[310]）

2014年
- X-MEN:フューチャー&パスト（チャールズ・エグゼビア / プロフェッサーX〈パトリック・スチュワート〉[311]）
- 大統領の料理人（フランソワ・ミッテラン大統領〈ジャン・ドルメッソン〉[312]）
- バットマン（ボルグ市長〈リー・ウォレス〉） ※テレビ朝日版のWOWOW追加収録部分
- テレフォン（ストレルスキーKGB将軍〈パトリック・マギー〉） ※WOWOW追加録音部分

2015年
- 小さな恋のメロディ（校長先生〈ジェームズ・カズンス〉） ※新盤DVD/BD版
- チャーリー・モルデカイ 華麗なる名画の秘密（アッシャーボロードン公爵〈マイケル・バーン〉[313]）

#### ドラマ
年度不詳
- 暗殺・サンディエゴの熱い日（博士〈ジョセフ・ワイズマン〉）
- 奥さまは魔女 シーズン1 #17（チャーリー・ゴッドフリー）
- おしどり探偵 #9「婦人失踪事件」（ホリストン博士〈ユアン・フーパー〉）
- かわいい魔女ジニー（アルフレッド・ベローズ大佐〈2代目〉〈ハイデン・ローク〉）
- ケインとアベル（チャールズ・レスター）
- 拳銃無宿（ジェシー・ハロウェイ〈ジェームズ・コバーン〉）
- ザ・ハンガー シーズン1 #21（司教）
- 三国志演義（厳顔）
- シアターの怪人
- 新スタートレック
  - #3「謎の宇宙生命体」
  - #15「死に急ぐ惑星アルデア」（ラドゥー〈ジェリー・ハーディン〉）
  - #24「突然の訪問者」
  - #158「混迷の惑星ケスプリット」（モーリック〈ロビン・ガンメル〉）
- スパイ大作戦 ※ソフト追加録音
- セルピコ #12「亡命」（ソトネス神父）
- ダラス（ジョック・ユーイング〈2代目〉〈ジム・デーヴィス〉）
- 逃亡者　#98(モラレス〈カルロス・ロメオ〉)、#115(ロドリゲス巡査部長〈カルロス・ロメオ〉)、#116(刑事)
- ナルニア国物語（BBC）（コルネリウス博士）
- ハイジャック・パニック 戦慄の847便（機長〈サンディ・マクピーク〉）
- ヒルストリート・ブルース（フレッチャー・ダニエルズ本部長〈ジョン・サイファー〉）
- 吠えるチビ犬ちゃん
- ラット・パトロール シーズン1 #1（クイント大佐）、#29（アンダーソン軍医）

未放映
- ローハイド8（ジェド・コルビー〈ジョン・アイアランド〉）

1958年
- ラマー・オブ・ジャングル（トム・レイノルズ博士〈ジョン・ホール〉）

1960年
- シャイアン

1961年
- 無法者の群 (テレビ映画)

1962年
- コラプターズ（ポール・マリノ〈スティーヴン・マクナリー〉）
- コンバット! #10「一人だけ帰った」（オコナー少佐） ※オリジナル吹替え版

1965年
- 0011ナポレオン・ソロ（ナレーション、#39、#45ハーヴェイ・グラム〈ホイット・ビッセル〉、#48ラッシュ、#52アナウンサー、#65ブーン、 #71マンダー〈ジャック・ロード〉、#79艦長）

1966年
- OK捕虜収容所（ウィルヘルム・クリンク所長〈ワーナー・クレンペラー〉）
- バンガラ救助隊（フェラン）
- 警察犬アイバン

1967年
- ギャング #12「復讐」（ハリー・レミック〈テリー・サバラス〉）
- スパイ大作戦
  - #7「選挙戦にアタック!」（長官〈マーク・レナード〉）
  - #11「幽霊を呼べ!!」（カートの声）
  - #19「ダイヤモンド作戦」（ダルバード首相〈ジョン・ヴァン・ドレーン〉）
  - #29「未亡人は二度生まれる」（アレックス・クレズニック〈ウィリアム・ウィンドム〉）
- タイムトンネル #22「スパイと怪獣」（ボカール〈ルー・ガロ〉）
- デッドライン

1968年
- スパイ大作戦 #45「王手!」（ニコラス・グロート〈ドン・フランクス〉）
- 特攻ギャリソン・ゴリラ（ナレーション）
- マニックス（アート・マルコム警部補〈ワード・ウッド〉）
- 電撃スパイ作戦　#2 (元ナチの潜水艦艦長)、＃16 （ハリントン〈ウィリアム・フランクリン〉）、#25（パーラー提督〈ウォーレン・スタンホープ〉）、#26(ペテルセン〈アンソニー・ベイト〉）

1969年
- 宇宙大作戦
- スパイ大作戦
  - #55「奇跡のカムバック（PART 1）」（チャールズ・バックマン〈ロン・ランデル〉）
  - #56「奇跡のカムバック（PART 2）」（チャールズ・バックマン〈ロン・ランデル〉）
  - #65「スパイ交換作戦」（ドクター・ゴーリン〈ロバート・エレンスティン〉）
  - #72「地下百メートルの円盤（PART 1）」（将軍〈マーティン・コズレック〉）
  - #73「地下百メートルの円盤（PART 2）」（将軍〈マーティン・コズレック〉）
  - #97「暗殺路線」（クレメント大公〈バリー・アトウォーター〉）
- 秘密指令S（ナレーション）
- プリズナーNo.6 #8「死の筋書き」（ダトン〈アラン・ホワイト〉）

1970年
- インベーダー2 #41「地球脱出」（ケイス〈バリー・モース〉[221]）

1972年
- 記憶の鍵（理事長〈スターリング・ホロウェイ〉）(NHK)
- 四次元への招待（ストーリーテラー〈ロッド・サーリング〉[314]）

1973年
- 刑事コロンボ 死の方程式（デヴィッド・バックナー〈ジェームズ・グレゴリー〉[315]）
- 外科医ギャノン（ポール・ロックナー医師〈ジェームズ・デイリー〉）

1974年
- 空中大脱走（シラー大佐〈リチャード・ベースハート〉）

1975年
- 猿の惑星（ナレーション）

1976年
- シージャック（ハンフリーズ船長〈チャールズ・マッグロー〉）
- 特別狙撃隊S.W.A.T. シーズン1 #12（医師）

1977年
- アメリカを震撼させた夜
- 奇想天外! 鉄腕美女ワンダーウーマン
- 刑事スタスキー&ハッチ
  - パイロット版（フランク・トールマン）
  - シーズン1 #9（ダナー）
- 刑事ブロンク（ビート・サントーリ市長〈ジョセフ・マスコロ〉）
- 地上最強の美女たち!チャーリーズ・エンジェル
  - シーズン1 #5（サブリナの父〈ジョン・エイガー〉）、#17（マックス・シャーフェ）
  - シーズン2 #22（トニー・フェイラン）
  - シーズン3 #8（サム・ブラハム）、#21（トゥイリンジャー）
- 地上最強の美女バイオニック・ジェミー #34「ジェミーと 偽作の天才画家」（マイケル・ボーモン〈バーナード・ベーレンス〉）

1979年
- 「恐怖の13日間」 -オランダ列車乗っ取り事件-
- 真説フランケンシュタイン/北極に消えた怪奇人間!（レイシー氏〈ラルフ・リチャードソン〉）
- 大草原の小さな家
  - 夢を見た町（ホワイトヘッド〈マイケル・プリンス〉）

1980年
- エア・パニック'80/401便の大墜落・フロリダ湿地帯奇跡の生存者！（管制官〈ジェリー・ダグラス〉、男乗客(A)、医者(C)）

1981年
- 赤い旋風ワンダーウーマン #20「すり替えられたヤング・アイドル」[316]

1982年
- アメリカン・ヒーロー
  - #2「もう大変!!消えたジェット戦闘機とボク自身」（ヴァン・ケンプ）
  - #7「泣くなよ!FBI!!君は無冠の英雄」（クラレンス・カーター）
  - #18「熱中先生VS催眠術軍団！地獄へのシナリオ」（ヴィン・チャウ将軍）
  - #21「美女に迫る密林の斬首刑」（フィリップ・オジェロー）
  - #25「少女誘拐25万ドル事件」（マイケル・ファター）
  - #35「ラルフ結婚す!!（後編）」（マシュー・パワーズ）
- 特捜班CI-5 #16「スパイ引き渡しに裏の裏があって当然なんだ」

1983年
- エビータ
- ミラクル・オン・アイス（ブルックス〈カール・マルデン〉）
- メイデイ40,000フィート（マンハイム〈レイ・ミランド〉）

1985年
- 恐怖のエアポート（ウィルソン機長〈ケネス・トビー〉） ※テレビ東京版
- 警察署長（アイダス・ブレイ）
- シャーロック・ホームズの冒険 #5「まがった男」（ジェームズ・バークレイ大佐〈デニス・ホーソーン〉[317]）

1986年
- 黒い弾丸/オーエンス物語（ブランデージ〈ジェームズ・シッキング〉）
- 刑事ロニー・クレイブン
- こちらブルームーン探偵社 シーズン1 #3（カール・ベイカー）
- 死を呼ぶスキャンダル（ダニエル・スターン判事〈バリー・サリヴァン〉）
- 特攻野郎Aチーム #46「死者の復讐 棺桶大作戦」

1987年
- 俺がハマーだ!
  - #2「USA爆発刑事 悲惨!?ニュース取材は命がけ」（フィル・ガム）
  - #18「敵は幾万ありとても ヘビメタ族には負けないぞ」
- ザ・ドッグ・ファイター 炎の空中戦！
- 特捜刑事マイアミ・バイス シーズン2 #19（マリオ・フェンテ〈フランク・ザッパ〉）
- ナイトライダー
  - シーズン1 #3「荒野の大戦争！地獄の暴走族スコーピオン対ナイト2000」（ブルックナー保安官（シェリフ）〈ジェームス・キャラハン〉） 日本放送第20話
  - シーズン3 #21「死の空中ブランコ！疑惑のサーカス団」（ジェフ・バーンズ〈ジェームス・キャラハン〉） 日本放送第37話
- 真夜中のエンジェル #2（グンター〈リチャード・カイリー〉） ※テレビ東京版

1988年
- 愛と復讐のヒロイン（伯爵〈ジャン＝ピエール・オーモン〉）
- ジェシカおばさんの事件簿 #25「勝利の美酒は苦い味」
- ジム・ヘンソンのストーリーテラー（王様〈ジェフリー・ベイルドン〉）
- ビッグバード 中国への旅（孫悟空）※スペシャル版

1989年
- 頑固じいさん孫3人 #36「秘密クラブのおきて」（ミラー）
- C.A.T.スクワッド/対武装テロ襲撃班　悪夢の暗殺ウルフ
- ジェイン・エア（ブロックルハースト〈ロバート・ジェームズ〉）
- ジェシカおばさんの事件簿 #38「ああ獄中に30年」（サムの上司）
- 南北戦争物語 愛と自由への大地（チャールズ・エドワーズ上院議員〈ジーン・ケリー〉）

1990年
- 俺たち賞金稼ぎ!!フォール・ガイ シーズン2 #3「悪徳町長一味VSコルト軍団（part1・part2）」（ジョン・P・リトルフィールド町長〈ラモン・ビエリ〉）
- おもちゃの国のクリスマス（バーニー/バーナビー・バーナクル〈リチャード・マリガン〉）
- 刑事ロニー・クレイブン
  - #3「影の主役」
  - #4「突破作戦」
  - #5「ノースモア へ」
- スペースウォリアーズ/宇宙からの侵略（エスタブルック〈ロバート・ウェッバー〉）
- ゴルバチョフ暗殺指令（ブロッシュ警部〈ケネス・クラナム〉）
- 名探偵ポワロ #6「砂に書かれた三角形」（バーンズ大佐〈ティモシー・ナイトリー〉[318]） ※NHK版
- 名探偵ポワロ2 #14「コーンワルの毒殺事件」（エドワード・ペンゲリー歯科医〈ジェローム・ウィリス〉[319]） ※NHK版

1991年
- エド・マロー/テレビを変えた男
- 新・大草原の小さな家
  - 「父の罪」（エリオット〈ジョン・マクライアン〉）
- 冒険野郎マクガイバー #10「裏切者」（ドクター）
- 名探偵ポワロ2 #18「誘拐された総理大臣」（ノーマン少佐〈ティモシー・ブロック〉[320]） ※NHK版
- 名探偵ポワロ3 #22「100万ドル債券盗難事件」（マクニール氏〈ポール・ヤング〉[321]） ※NHK版

1992年
- インディ・ジョーンズ/若き日の大冒険 #1「1909年イギリス領東アフリカ」
- エイリアン・ウォーズ
  - #14「恐怖のメロディー」（ヴァンディア）
  - #22「復讐の赤いバラ」（精神科医）
  - #34「タイムトリップ」（マン将軍）
- タイムマシーンにお願い #10「僕は美人秘書」（社長）
- ドンキホーテ　※NHK版
  - #1, #2（セルバンテス〈ホセ・ルイス・ペジセナ〉）
- パレスガード（アルトゥーロ・タフト〈トニー・ロビアンコ〉）
- 冒険野郎マクガイバー #46「ロスト・ラブ（前）」・#47「ロスト・ラブ（後）」（ラクビアン将軍〈ウォルター・マーシュ〉）
- 名探偵ポワロ4 #32「雲をつかむ死」（ダニエル・クランシー〈ロジャー・ヒースコット〉[322]） ※NHK版

1993年
- 暗号名はマリー（ルブラン神父〈デンホルム・エリオット〉）
- インディ・ジョーンズ/若き日の大冒険
- メグレ警部（コムリオー判事〈ジョン・モフェット〉）

1994年
- ウルトラマンパワード さらば! ウルトラマン（カルシア将軍〈ハロルド・カンノン・ロペズ〉）
- 狐たちの夜 #NHK（マンロー〈ジョン・ミルズ〉）
- シャーロック・ホームズの冒険 #40「マザランの宝石」
- 不思議の国のアリス（グリュプス〈シド・シーザー〉）
- 名探偵ポワロ5 #37「なぞの遺言書」（プリチャード医師〈リチャード・ダーデン〉[323]） ※NHK版

1995年
- アルフ2 #29「お隣さんと大接近」（レニー・スコット〈レイ・バーク〉）
- ER緊急救命室 #2「誤診」（アーント〈ダグラス・ロウ〉）
- 新アウターリミッツ #1「私はロボット」（トーマス・カトラー〈レナード・ニモイ〉）
- 新スーパーマン（H・G・ウェルズ）
- フルハウス6 #126「逆戻りジェシー」（ピアスン先生）
- ヤングライダーズ #20、27（エンライト）

1996年
- アボンリーへの道5 #53「フェリックスの夢」（ボティン）
- ER緊急救命室 #21「試練のとき」（マンチ〈ブルース・グレイ〉）
- 新アウターリミッツ #22「そのすべてへの警鐘」（ソーンウェル〈ダニエル・J・トラバンティ〉）
- ダニエル・スティール/幸せの記憶
- デルタ17°/戦火の目撃者（エド・ウィルソン〈エド・フランダース〉）
- ヒロシマ 原爆投下までの4か月（空軍大将カーチス・ルメイ〈セドリック・スミス（英語版）〉）
- プレジデント・トルーマン（ヘンリー・スティムソン〈リチャード・ダイサート〉）
- ブロッサム #55「ワンス・アポン・ア・タイム」（リンカーン）
- 名探偵ポワロ6 #43「ヒッコリー・ロードの殺人」（サー・アーサー・スタンリー〈デビッド・バーク〉[324]） ※NHK版
- ヤングライダーズ #57「つらすぎる記憶」（スタンディング・ベア）

1997年
- アメリカン・ゴシック とっておきの恐怖 #21「第三の眼」・最終回「レクイエム」（ネローン医師〈ジム・アントニオ〉）
- ER緊急救命室
  - #35 - 37、39、242（ジュールス・ルバドー〈レッド・バトンズ〉）
  - #38「グリーンでいるのも楽じゃない」（ベックマン）
- 修道士カドフェル（ラドファルス修道院長〈テレンス・ハーディマン〉） ※NHK版
- 新アウターリミッツ2 #29「心の牢獄」（カーン校長〈ピーター・ドゥナット〉）
- 新刑事コロンボ 初夜に消えた花嫁（シェルドン・ヘイズ〈ドナルド・モファット〉）
- ダークスカイ
  - #4「ビートルズ/サブリミナルの驚異」（クリストファー・ウェザリー・シニア）
  - #5「エリア51/ドリームランド」（ハワード・ヒューズ）
- ドクタークイン 大西部の女医物語4
  - #79「ハロウィーンの怪物」（アブナー・フォーリー〈ウィリアム・ニューマン〉）
  - #92「誘拐された少年(後編)」（ノア・マクブライド〈デニー・ミラー〉）
- 愉快なシーバー家（ウォーリー〈ロバート・ロックウェル〉）

1998年
- アリー my Love（ボイル判事）
- ER緊急救命室 #62「険しい回り道」（ダザク〈ヤン・ルーベス〉）
- 巌窟王〜モンテ・クリスト伯 #1（シモネッティ裁判官〈セルジオ・フィオレンティーニ〉） ※NHK BS版
- 女弁護士ロージー・オニール2 #27「落し穴」（オリバー・ラング）
- ジム・キャリー in ロングウェイ・ホーム（フィル・カーター〈ジェームズ・シッキング〉）

1999年
- アガサ・クリスティー 蒼ざめた馬（リンカーン・ブラッドリー〈レスリー・フィリップス〉）
- 絹の疑惑 シルク・ストーキング #19「ワーキングガール」（ウィリアム・T・キャファティ判事）
- キャスパー マジカル・ウェンディ（デズモンド・スペルマン〈ジョージ・ハミルトン〉）
- 刑事コロンボ 死の方程式（デヴィッド・バックナー〈ジェームズ・グレゴリー〉） ※ソフト追加録音部分
- ゲッタウェイ'99（モーガン〈スコット・ウィルキンソン〉）
- スキャンダル（ノーマン〈ジェームズ・ガーナー〉）
- となりのサインフェルド4 ※WOWOW版
  - #2「殺人者クレイマー?」（ニュースキャスター）
  - #3「クレイマー救出大作戦」（キース・モリソン）
  - #5「爆走ポストマン登場」（レオおじさん〈レン・レッサー〉、判事〈アル・ファン〉）
- フロム・ジ・アース/人類、月に立つ（ウォルター・クロンカイト〈本人〉） ※BS2版
- ロビンソン一家漂流記 #29「断たれた絆」・最終回「判決の日」（裁判長）

2000年
- 15の不思議な物語 #23「父と息子(前編)」・#24「父と息子(後編)」（トレント）
- 捜査官クリーガン（ロナルド・ヒンクス教授〈イアン・マクダーミド〉）
- となりのサインフェルド5 #26「大迷惑のメガネ騒動」・#40「奥サマはディスカウントに夢中」（レオ） ※WOWOW版
- 名探偵ポワロ7 #47「エッジウェア卿の死」 ※NHK版

2001年
- アラビアン・ナイト〜千一夜物語 前編
- F-16（ビル・ダグラス大佐〈ジェームズ・オサリヴァン〉）
- 主任警部モース #10「オックスフォード運河の殺人」（ベナム）
- ダーマ&グレッグ3 #64「キャッチボールをやろう」（ギレスピー）

2002年
- ザ・ホワイトハウス #9「問われた過去」（クラウチ）
- スコールズ・ブライドル/鉄の枷 #1
- チャームド #18「最強の悪魔3兄弟」（オースティン神父〈フランク・バーニー〉）
- どこかでなにかがミステリー #31「よみがえる凍った魂」（ディフランコ）
- ニキータ3・4（ジョージ〈デヴィッド・ヘンブレン〉）
- バンド・オブ・ブラザース
- ふたりは友達? ウィル&グレイス #18「恋のライバル」（運転手）
- プロビデンス2（ダフィ神父）
- レリックハンター〜秘宝を探せ〜 #42「王家の指輪」（アンソニー）
- ロード・レノックスと秘密の城（レノックス卿〈ジョーコ・ロジック〉）

2003年
- シャクルトン〜南極海漂流からの生還〜（ケアード〈ロバート・ハーディ〉）
- ボーイ・ミーツ・ワールド7 #140「ジャックは猛烈仕事人」（支店長）
- ロズウェル - 星の恋人たち（バレンティSr.）
- ワンダーランド　ロード・レノックスと光の騎士（レノックス卿〈ジョーコ・ロジック〉）
- ワンダーランド　ロード・レノックス最後の冒険（レノックス卿〈ジョーコ・ロジック〉）

2004年
- アラン・ドロンの刑事物語 #1「復讐の誓い」（バチスチ〈アーノルド・フォア〉）
- ダラス #265 - #277（スタイルズ博士）

2005年
- WITHOUT A TRACE/FBI 失踪者を追え! #6「二重生活」（ノア・リダー）
- 笑傲江湖（風清揚）
- メントーズ #2「電話の父 ベル」（アレクサンダー・グラハム・ベル〈レン・キャリオー〉）
- ルーシー・ショー（ハリソン・チーバー〈ロイ・ロバーツ〉） ※新録版

2006年
- 名探偵モンク3 #6「幻の女」（ザック・エリンハウス〈ハーヴ・プレスネ〉）

2007年
- 春のワルツ #18「悲しい誕生日」（フィリップの祖父）

2008年
- 宇宙大作戦 デジタルリマスター版 ※追加収録部分
- ミス・マープル2 #2「親指のうずき」（フィリップ卿）

2009年
- 奥さまは首相〜ミセス・プリチャードの挑戦〜 #2

2010年
- グレイズ・アナトミー6 #111「つきまとう過去」（シンガー先生〈ジョエル・グレイ〉）
- THE TUDORS〜背徳の王冠〜（バウルス3世〈ピーター・オトゥール〉）
- ナース・ジャッキー #3「魔法のスープ」（バーナード・ジーンバーグ〈イーライ・ウォラック〉）
- ミス・マープル3 #4「復讐の女神」（ジェースン・ラフィール）

2011年
- スーパーナチュラル5 #14「ブラッティ・バレンタイン」（飢饉〈ジェームズ・オーティス〉）
- ボードウォーク・エンパイア 欲望の街（ルイス・ケストナー提督〈ダブニー・コールマン〉[325]）

2015年
- アウトランダー #16「魂をあがなう」（アンセルム修道士〈イアン・ハンモア〉）

#### アニメ
年度不詳
- 海底2万哩（ネモ船長）
- タンタンの冒険（チーフ）
- チップとデールの大作戦（ハワード、ピルトダウン博士）
- フィリックス・ザ・キャット・ザ・ムービー（大博士）
- マーク・トゥエインの大冒険 トム・ソーヤーとハックルベリーの不思議な旅（マーク・トゥエイン〈ジェームズ・ホイットモア〉）
- みどりの森のキャプテン（ゼロ）
- レックス・ザ・ラント 酒場のならず者大冒険（ドッグ博士）

1973年
- ミクロ決死隊（X氏）

1977年
- 赤鼻のトナカイ ルドルフ物語（ビッグベン〈ハロルド・ピアリー〉） ※劇場公開版（LD・VHS収録）
- まんが宇宙大作戦（ククルカン）

1979年
- 赤鼻のトナカイ ルドルフ物語（ビッグベン〈ハロルド・ピアリー〉） ※テレビ朝日版（LD・VHS収録）

1980年
- 白雪姫（魔法の鏡〈モローニ・オルセン/Moroni Olsen〉） ※1980年再公開版（ソフト収録）
- ピノキオのクリスマス（公爵）
- ドラゴン水滸伝（竜巻法師）

1981年
- サンタのいないクリスマス（医者）
- ビアンカの大冒険（テレビアナウンサー〈ビル・マクミリアン〉） ※劇場公開版

1982年
- 黒い矢 ※NHK版

1983年
- ピーター・パン（ナレーション〈トム・コンウェイ/Tom Conway〉） ※TBS版

1986年
- ニムの秘密（ニコデムス〈デレク・ジャコビ〉）

1987年
- 電光石火バットマン（ジェームズ・ゴードン本部長〈レニー・ウェインリブ〉） ※日本テレビ版

1990年
- オリバー ニューヨーク子猫ものがたり（テレビ番組の男）
- とっておきの物語 ミッキーのジャックと豆の木（ルードヴィヒ・フォン・ドレイク〈ポール・フリーズ〉） ※BVHE版
- プーさんとティガー（ナレーター〈セバスチャン・キャボット〉） ※BVHE版初代（現在は絶版）
- プーさんとイーヨーのいち日（ナレーター〈ローリー・メイン〉） ※BVHE版初代（現在は絶版）
- ポリスアカデミー（エリック・ラサード校長〈テッド・ディロン〉）

1991年
- アイドル忍者タートルズ（オムナス） ※BS2版
- 西遊記 孫悟空対白骨婦人（ナレーション）

1992年
- バットマン（エミール・ドリアン博士〈ジョゼフ・マーヘル〉）

1993年
- アラジン（ジャファー〈老人の変装時〉）

1995年
- グーフィー・ムービー ホリデーは最高!!（メイザー校長〈ウォーレス・ショーン〉）

1998年
- ザ・シンプソンズ（ブッシュ大統領）
- 美女と野獣 ベルのファンタジーワールド（ウェブスター〈ジム・カミングス〉）

1999年
- スヌーピーとチャーリーブラウン

2000年
- ビアンカの大冒険（ルーファス〈ジョン・マッキンタイア〉） ※ソフト版
- ブレイブ・リトル・トースター（エアコン〈フィル・ハートマン〉）

2002年
- ザ・シンプソンズ（バック・マッコイ）
- ターザン（アルキメデス・ポーター教授〈ジェフ・ベネット〉）
- ハウス・オブ・マウス（魔法の鏡〈トニー・ジェイ〉）
- ババール 〜ぞうの国の王様〜（マラボー）

2003年
- ターザン&ジェーン（アルキメデス・ポーター教授〈ジェフ・ベネット〉）

2004年
- BIONICLE2　メトロ・ヌイの伝説

2005年
- ロボッツ（ミスター・ガスケット〈ローウェル・ガンツ〉）
- ワンダフルデイズ（総督〈キム・ミョングク〉）

2007年
- シュレック3（マーリン〈エリック・アイドル〉）

2011年
- スター・ウォーズ/クローン・ウォーズ（ウィルハフ・ターキン艦長〈ステファン・スタントン〉）

2014年
- ベイマックス（フレッドの父親〈スタン・リー〉）

2015年
- FはFamilyのF（ホルテンヴァッサー〈トレバー・デヴァル〉） ※シーズン1のみ

#### 人形劇
- サンダーバード 劇場版（1967年、管制官） ※劇場公開版
- キャプテン・スカーレット（1968年、ミステロン）
- サンダーバード 劇場版（1975年、管制官） ※テレビ朝日版（吹替シネマ2021 HDリマスター版BDに収録）

### 特撮
- 宇宙大怪獣ギララ（1967年、バーマン博士の声）
- 超神ビビューン（1976年、サカサバシラの声）
- テツワン探偵ロボタック（1998年、マスターランキングの声）
- テツワン探偵ロボタック&カブタック 不思議の国の大冒険（1998年、ナレーション）
- 炎神戦隊ゴーオンジャー（2008年、害水目蛮機獣カマバンキの声）

### カセットブック
- アルスラーン戦記1 - 7（1988年 - 1991年） - ナレーション
- 推理小説シリーズ「江戸川乱歩」 二銭銅貨 押絵と旅する男（1988年） - 朗読

### ドラマCD
1992年
- お洒落小僧は花マルッ（穂高の父）
- NEWドリームハンター麗夢 殺戮の夢幻迷宮（メフィスト〈死神博士〉）

1993年
- アルスラーン戦記（ナレーション）
- 旭日の艦隊（大高弥三郎、ナレーション）

1995年
- 神秘の世界エルハザード CD シリーズ（ストレルバウ博士）

1996年
- 神秘の世界エルハザード 勝負の世界（ストレルバウ博士）
- 創竜伝I－超能力四兄弟－（船津忠厳）
- 創竜伝II－摩天楼の四兄弟－（船津忠厳）

1997年
- 神秘の世界エルハザード2 ― スペシャル（ストレルバウ博士）
- FAKE 〜A Change of Partner〜（エド）

1998年
- 侍魂 SAMURAI SPIRITS（ナレーション）
- SAMURAI SPIRITS 2 アスラ斬魔伝（ナレーション）

2000年
- 仙界伝 封神演義 外伝 第壱章（元始天尊）
- 仙界伝 封神演義 外伝 第三章（元始天尊）

2001年
- 高機動幻想ガンパレード・マーチ 夢散幻想（ブータ）

2002年
- 影の新撰組・紫苑　「大筒をさがせ」（ナレーション）
- トリニティ・ブラッド R.A.M. II MISSION 1「NEVER LAND」（ジェイムズ・バレー）

2003年
- 影の新撰組・紫苑　「千両箱はどこだ」（ナレーション）

2004年
- ARIA Drama CD I（アパじいさん、迷子のおじいさん）

2006年
- Venus Versus Virus（名橋総一郎）
- ふしぎ工房症候群〜ドラマCD版 第1弾〜「一緒に死んでくれますか?」（ふしぎ工房の老人）
- ふしぎ工房症候群〜ドラマCD版 第2弾 「ひとりぼっちの誕生日」（ふしぎ工房の老人）
- ふしぎ工房症候群〜ドラマCD版 第3弾 「女性恐怖症なおします」（ふしぎ工房の老人）
- ふしぎ工房症候群〜ドラマCD版 第4弾 「クリスマスの出来事」（ふしぎ工房の老人）

2007年
- ふしぎ工房症候群〜ドラマCD版 第5弾 「君はダレ？」（ふしぎ工房の老人）

2012年
- ふしぎ工房症候群〜ドラマCD版 第6弾 「あの日の約束」（ふしぎ工房の老人[328]）
- ふしぎ工房症候群〜ドラマCD版 第7弾 「風の軌跡」（ふしぎ工房の老人[329]）

2013年
- 残酷な揺り籠（ご隠居）
- 百器徒然袋2 雨 瓶長 薔薇十字探偵の鬱憤（山田与治郎）

2014年
- ニンジャスレイヤーキョート・ヘル・オン・アース【上】【ドラマCD付特装版】（タオシ・ワンツェイ[330]）

2017年
- 研ぎ師伊之助深川噺（男谷精一郎[331]）

### Webコミックス
- ベルサイユのばら（2004年、ルイ15世[332]）

### モーションコミック
- 雨柳堂夢咄（2010年、雨柳堂主人[333]）

### ナレーション
- NNNきょうの出来事（日本テレビ）
- 太平洋戦史 シリーズ
  - 硫黄島決戦 壮絶なる死闘、そして玉砕!!
  - 沖縄-最期の死闘
  - 海戦編 海ゆかば
  - 実録ミッドウェー〜戦局を変えた一大死闘
  - 死闘最後の決戦
  - 諸島編 暁に祈る
  - 神風特攻隊 大空へ散った若き魂への鎮魂歌
  - 緒戦の勝利と敗北への道程
  - 連合艦隊と山本五十六
- JNN報道特集（TBS）
- 筑紫哲也 NEWS23「世紀末モスクワを行く」（1992年6月30日 - 1994年5月19日、全11回、TBS）

### ボイスオーバー
- カナダの白鳥（NHK /1973年）
- 海外ドキュメンタリー (NHK ETV)
  - 「アトミック・カフェ」 -アメリカと原爆- （1983年）
  - アフリカ(5)  -「侵略される大陸」- （1985年）
- 特撮の開拓者 レイ・ハリーハウゼンのすべて （チャールズ・シニア、NHK / 2003年）
- 監督シドニー・ルメットのすべて （シドニー・ルメット、NHK / 2004年）
- BS世界のドキュメンタリー（NHK BS1）
  - 「ドキュメンタリードラマ ニュルンベルク裁判」（バートン・アンドラス / 2007年）
  - 「テヘランにザクロはもう実らない」（ナレーション / 2009年）
- 報道特集「戦後70年 歴史家ジョン・ダワーの警告」（ジョン・ダワー / 2015年、TBS[334]）

### テレビドラマ
- めんどり（TBS）
- リュックサック（TBS）
- 島かげ（TBS）
- 吉良とその子（TBS）
- 花に散る雨（TBS）
- 創作童話劇 妖精と騎士（1955年9月4日、TBS）
- 不二家の時間 猿飛佐助旅日記（1955年 - 1956年、TBS）※主役
- 半七捕物帳（1956年、TBS）
- 鞍馬天狗（1956年、TBS）
- 東芝日曜劇場 月見草（1957年9月1日、TBS）
- カンナの花咲く頃（1957年9月11日、TBS）
- 連続少年探偵劇 少年探偵団　ユキ夫の冒険（1957年、TBS）
- 東芝日曜劇場 櫓太鼓（1958年4月20日、TBS）
- ウロコ座 盤嶽の一生（1958年、TBS）
- 新大岡政談 第18回・第19回「櫓太鼓 前編・後編」（1958年11月6日・11月13日、TBS）
- 君の名は（1966年 - 1967年、日本テレビ） - ナレーション
- 9/17（1969年10月31日、山陽放送） - 語り手
- 女の顔（1971年、東京12チャンネル〈現テレビ東京〉） - ナレーション
- 復讐するは我にあり（2007年3月28日、テレビ東京） - ナレーション

### 舞台・イベント
- 江崎プロダクションフェスティバル 25周年記念（1995年12月22日、日比谷公会堂、5時開演） - ナレーション
- マウスプロモーション第3回公演「桜の田」（2005年5月17日 - 22日、東京銀座博品館劇場） - 解説（声の出演）
- マウスプロモーション第4回公演「桜の花にだまされて」（2006年5月30日 - 6月4日、新宿紀伊国屋サザンシアター） - 解説（声の出演）

### CM
TVCM
- ワインカフェ
- ポリカイン
- 関西デジタルフォン
- 東京ガス
- 三菱電機
- トヨタ 全能ガイア
- ヤクルト
- ラミシール 水虫治療薬
- 日本石油 日石チューンナップ「がけ道」（1970年）
- ヴィクトリア ヴィクトリア・ゴルフ「エレベーター」（1997年）
- チューリッヒ自動車保険 アルプスの少女ハイジ（2006年） - アルムおんじ

ラジオCM
- サクマ製菓 キャンロップ「元気な子にキャンロップ」（1966年）
- 森永製菓 サントブラジルコーヒー「コーヒーブレイク」（1966年）
- 森永製菓 サンキストレモンドリンク「レモンと太陽」（1966年）
- 松下電器産業 フロンティア740「絵画と星の名曲」（1968年）
- 秋田銘醸 美酒爛漫「ぐい呑み」（1975年）
- ライオン 企業「ベートーベン　歯の運命」（1986年）
- キリン一番搾り 「大野さん床屋」篇（2016年） - 床屋さん

### その他コンテンツ
- 通信高校講座 古典乙I（古文） 「宇治川の先陣」1・2（1971年5月4日・5月11日、NHK Eテレ） - 朗読
- トップをねらえ!（1994年）
  - 「元気でね」※レギュラー声優陣とデュエット
  - 「トップをねらえ!〜Fly High〜〈艦長&副長バージョン〉」※西村知道とデュエット
- 母と子のテレビ絵本 「アジアと太平洋の楽しいお話」1（1995年5月1日、NHK Eテレ）
- レナード・バーンスタイン〜至高の音楽家72年の生涯〜（2000年10月13日、NHK）
- 体育王国「ゴールドマッスル」（2002年 - 2003年[335][336]、TBS） - スティーブ・ボーキン博士
- バトルフィールド1942 シークレット・ウェポン（2003年） - PVナレーション
- ワンマンズ・ドリームII -ザ・マジック・リブズ・オン-（2004年、東京ディズニーランド） - 魔法の鏡
- ファンタズミック!（2011年4月28日 - 2020年3月25日、東京ディズニーシー） - 魔法の鏡